# Liste des députés allemands sous le Troisième Reich (4e législature)
 (septembre 2015).
La quatrième législature du Troisième Reich dure de 1939 à 1945. Cette législature est la conséquence des élections législatives allemandes de 1938.
Dans le paragraphe 1 de la loi contre la formation de nouveaux partis du 14 juillet 1933, le NSDAP est déclaré seul parti existant en Allemagne. Par conséquent, les députés élus le 4 décembre 1938 ne sont que membres du NSDAP ou sympathisants.
Il y a eu 49 millions de votes exprimés (une participation de 99,6 %), dont 99,1 % pour le NSDAP. 814 députés sont élus, dont pour la première fois, des députés de la nouvelle région annexée au Reich, les Sudètes.
Le Reichstag se réunit seulement pendant huit sessions.

## Présidence
- Président du Reichstag 
 Hermann Göring
- Premier secrétaire 
 Hanns Kerrl
- Deuxième secrétaire 
 Hermann Esser
- Troisième secrétaire 
 Emil Georg von Stauß

 Ce bureau est élu lors de la première session, le 30 janvier 1939. 

## Députés
- Haut – A
- B
- C
- D
- E
- F
- G
- H
- I
- J
- K
- L
- M
- N
- O
- P
- Q
- R
- S
- T
- U
- V
- W
- X
- Y
- Z

### A
- Josef Ackermann (1905–1997), circonscription 21 (Coblence-Trèves), à partir du 9 décembre 1941 à la place du député Dern
- Georg Ahlemann (1870–1962), circonscription 34 (Hambourg)
- Karl Ahorner (1889–1949), Land d'Autriche
- Erich Akt (* 1898), circonscription 3 (Berlin-Est)
- Dr Herbert Albrecht (1900–1945), circonscription 28 (Dresden-Bautzen)
- Walter Aldinger (1904–1945), circonscription 20 (Cologne-Aix-la-Chapelle)
- Eduard Altenburg (1894–1943), circonscription 30 (Chemnitz-Zwickau), décédé le 29 décembre 1943
- Werner Altendorf (1906–1945), circonscription 35 (Mecklembourg), mort le 3 mai 1945
- Georg Altner (1901–1945), circonscription 31 (Wurtemberg), mort le 12 avril 1945
- Ludolf von Alvensleben (1901–1970), circonscription 31 (Wurtemberg)
- Max Amann (1891–1957), circonscription 24 (Oberbayern–Schwaben)
- Fritz Amreich (1895–1945), Sudetenland, à partir du 13 mai 1943 à la place de Dr Schicketanz (Reichenberg)
- Otto Andres (1902–1975), Danzig-Prusse orientale, à partir du 7 juillet 1940, jusqu'au 26 juillet 1943
- Johann Appler (1892–1978), circonscription 26 (Franconie)
- Günther Arndt (1894–1975), circonscription 7 (Breslau)
- Alfred Arnold (1888–1960), circonscription 31 (Wurtemberg)
- Artur Axmann (1913–1996), circonscription 1 (Prusse-Orientale), à partir du 6 octobre 1941 à la place du Dr Usadel
- Georg Ay (1900–1997), circonscription 10 (Magdebourg)

### B
- Heinrich Bachmann (1903–1945), circonscription 11 (Mersebourg)
- Erich von dem Bach-Zelewski (1899–1972), circonscription 7 (Breslau)
- Heinrich Bär (* 1905), circonscription 28 (Dresden-Bautzen)
- Philipp Baetzner, circonscription 31 (Wurtemberg)
- Victor Band (1897–1973), (Autriche)
- Dr Paul Bang (1879–1945), invité du NSDAP
- Emil Bannemann (1902–1957), circonscription 13 (Schleswig-Holstein), à partir du 9 décembre 1939 à la place du député Meyer-Quade
- Dr Carl von Bardolff (1865–1953), (Autriche)
- Kurt von Barisiani (1895–1970), (Autriche)
- Franz Barth (1886–1951), circonscription 12 (Thuringe)
- Herbert Barthel (1895–1945), circonscription 17 (Westphalie-Nord)
- Josef Barwig (1909–1942), (Sudetenland), à partir du 4 décembre 1938 jusqu'au 26 mai 1942
- Dr. Viktor Bauer (1885–1977), circonscription 18 (Westphalie-sud), à partir du 18 avril 1944 au député Damson
- Franz Bauer (Dortmund) (1894–1966), circonscription 18 (Westphalie-Sud)
- Robert Bauer (Dresde) (1898–1965), circonscription 30 (Chemnitz-Zwickau)
- Josef Bauer (Munich) (1881–1958), circonscription 24 (Oberbayern–Schwaben)
- Hans Baumann (1875–1951), circonscription 24 (Oberbayern-Schwaben)
- Helmut Baumert (1909–1980), circonscription 31 (Wurtemberg)
- Willy Becker (Francfort), circonscription 19 (Hesse-Nassau)
- Dr. Hellmuth Becker (Hambourg), circonscription 34 (Hambourg)
- Adolf Beckerle (1902–1976), circonscription 19 (Hesse-Nassau)
- Hans Beeck, circonscription 13 (Schleswig-Holstein)
- Dr. Hermann Behrends (1907–1947), Land Autriche, eingetreten am 13 mars 1939 für Abg. Klausner
- Erich Behrendt (1904–1941), circonscription 1 (Prusse-Orientale), gefallen am 27 décembre 1941
- Dr Peter Bell (1889–1939), circonscription 25 (Basse-Bavière), mort le 22 septembre 1939
- Dr. Heinrich Bennecke, circonscription 6 (Poméranie)
- Joseph Berchtold (1897–1962), circonscription 32 (Bade)
- Gottfried Bergener, siehe Gottfried Krczal
- Gottlob Berger (1896–1975), circonscription 22 (Düsseldorf-Est), eingetreten am 5 août 1943 für Abg. Pohl
- Theo Berkelmann (1894–1943), circonscription 28 (Dresden-Bautzen), mort le 27 décembre 1943
- Dr. Peter Berns (1907–1941), circonscription 22 (Düsseldorf-Est), gefallen am 3 juillet 1941
- Gustav Bertram (1883–1963), circonscription 18 (Westphalie-Sud), eingetreten am 12 mars 1942 für Abg. Wagner (Bochum)
- Dr Wilhelm Bertuleit (1900–1941), am 25 avril 1939 als Abgeordneter des Memellandes berufen, gefallen am 22 juillet 1941
- Dr Hermann Bethke (1900–1940), circonscription 1 (Prusse-Orientale), eingetreten am 15 octobre 1938 für Abg. von Walthausen, mort le 14 janvier 1940
- Wilhelm Beyer, (1885–1945), circonscription 23 (Düsseldorf-Ouest), mort le 11 avril 1945
- Georg Biederer, circonscription 24 (Oberbayern–Schwaben)
- Bruno Biedermann (1904–1953), circonscription 12 (Thuringe), eingetreten am 4 juillet 1940 für Abg. Haselwander
- Franz Bielefeld (1907–1989), circonscription 18 (Westphalie-Sud), eingetreten am 3 novembre 1941 für Abg. Knickmann
- Paul Binus, circonscription 9 (Oppeln)
- Franz Binz (1896–1965), circonscription 20 (Cologne-Aix-la-Chapelle)
- Hubert Birke (1892–1950), Reichswahlvorschlag für die sudetendeutschen Gebiete, eingetreten nach der Ergänzungswahl am 4 décembre 1938
- Gottfried Graf von Bismarck-Schönhausen (1901–1949), circonscription 6 (Poméranie), Mandat am 29 août 1944 erloschen
- Wilhelm Bisse, circonscription 31 (Wurtemberg)
- Hanns Blaschke (1896–1971), Land Autriche
- Willi Bloedorn (1887–1946), circonscription 6 (Poméranie)
- Dr. Kurt Blome (1897–1969), circonscription 3 (Berlin Ost), eingetreten am 22 avril 1939 für Abg. Dr. Wagner (München)
- Johannes Bochmann (* 1899), circonscription 30 (Chemnitz-Zwickau), eingetreten am 10 novembre 1939 für Abg. Pillmayer
- Franz Bock, circonscription 22 (Düsseldorf-Est)
- Arthur Böckenhauer, circonscription 16 (Südhannover–Braunschweig (Land))
- Willi Boeckmann (1910–1943), circonscription 1 (Prusse-Orientale), gefallen am 28 juillet 1943
- Helmut Böhme (1902–1945), circonscription 28 (Dresden-Bautzen)
- Wilhelm Börger (1896–1962), circonscription 22 (Düsseldorf-Est)
- Erich Börger (Düsseldorf) (1899–1975), circonscription 22 (Düsseldorf-Est), eingetreten am 25 août 1941 für Abg. Dr. Berns
- Peter Börnsen, circonscription 13 (Schleswig-Holstein)
- Wilhelm Bösing, circonscription 27 (Rheinpfalz–Saarland)
- Erich Boetel (1904–1940), circonscription 1 (Prusse-Orientale), mort le 22. Mai 1940
- Ernst Wilhelm Bohle (1903–1960), circonscription 31 (Wurtemberg)
- Heinrich Bohnens, circonscription 14 (Weser-Ems)
- Andreas Bolek (1894–1945), circonscription 33 (Hesse)
- Karl Bombach, circonscription 2 (Berlin West)
- Walter Borlinghaus (1906–1945), WK 18 (Westphalie-Sud), eingetreten am 18 février 1944 für Abg. Riemenschneider, mort le 14 avril 1945
- Albert Bormann (Berlin) (1902–1989), circonscription 2 (Berlin West)
- Martin Bormann (München) (1900–1945), circonscription 5 (Francfort-sur-l'Oder), mort le 2. Mai 1945
- Otto Born, circonscription 2 (Berlin-Ouest)
- Felix Bornemann (1894–1990), Reichswahlvorschlag für die sudetendeutschen Gebiete, eingetreten nach der Ergänzungswahl am 4 décembre 1938
- Friedrich Boschmann, circonscription 34 (Hambourg)
- Philipp Bouhler (1899–1945), circonscription 18 (Westphalie-Sud)
- Fritz Bracht (1899–1945) circonscription 7 (Breslau)
- Willi Brandner (1909–1944), Reichswahlvorschlag für die sudetendeutschen Gebiete, eingetreten nach der Ergänzungswahl am 4 décembre 1938, gefallen am 29 décembre 1944
- Otto Braß (1887–1945), circonscription 2 (Berlin West)
- Dr. Rudolf Braun, circonscription 19 (Hesse-Nassau)
- Edmund Brauner (* 1899), Land Autriche, eingetreten am 19 mars 1943 für Abg. Honisch
- Reinhard Bredow (1872–??), circonscription 5 (Francfort-sur-l'Oder)
- Emil Breitenstein (1899–1971), circonscription 24 (Oberbayern–Schwaben), eingetreten am 10 décembre 1942 für Abg. Wenzel (München)
- Karl Breitenthaler,(1879–1950),Land Autriche
- Helmut Breymann (1911–1944), Land Autriche, gefallen am 27 juillet 1944
- Ralf Brockhausen (1898–1945), circonscription 2 (Berlin West), gefallen am 26 avril 1945
- Hugo Bruckmann (en) (1863–1941), circonscription 32 (Bade), mort le 3 septembre 1941
- Wilhelm Brückner (Berlin) (1884–1954), circonscription 3 (Berlin Ost)
- Karl Brückner (Glogau) (1904–1945), circonscription 8 (Liegnitz), gefallen am 3 avril 1945
- Paul Brusch, circonscription 15 (Hanovre-Est)
- Dr. Karl Bubenzer (1900–1975), circonscription 23 (Düsseldorf-Ouest), eingetreten am 25 avril 1939 für Abg. Unger
- Walter Buch (1883–1949), circonscription 29 (Leipzig)
- Franz Buchner (1898–1967), circonscription 24 (Oberbayern–Schwaben), démissionne le 20 août 1944
- Kurt Budäus (1908–1963), circonscription 35 (Mecklembourg), à partir du 14 décembre 1943 à la place du député von Stauß
- Richard Büchner (1897–1941), circonscription 19 (Hesse-Nassau), décédé le 13 janvier 1941
- Josef Bürckel (1895–1944), circonscription 27 (Palatinat rhénan–Sarre), décédé le 28 septembre 1944
- Friedrich Bürger (1899–1972), (Sudetenland), à partir du 4 décembre 1938
- Hanns Bunge, circonscription 24 (Oberbayern–Schwaben)
- Walter Burghardt (Dresde), circonscription 28 (Dresden-Bautzen), mort le 17 août 1938
- Dr. Hans Burkhardt (Fulda) (* 1904), circonscription 19 (Hesse-Nassau)
- Wilhelm Busch, circonscription 12 (Thuringe)
- Wilhelm Buße (1878–1965), à partir du 27 novembre 1941 à la place du député Heß
- Dr. Rudolf Buttmann (1885–1947), circonscription 24 (Oberbayern–Schwaben)

### C
- Karl Camphausen (1896–1962), circonscription 23 (Düsseldorf-Ouest)
- Otto Christandl (1909–1946), (Autriche)
- Oluf Christensen (1904–1957), WK 5 (Francfort-sur-l'Oder), à partir du 29 novembre 1941 à la place du député Manthey
- Edmund Christoph (1901–1961), (Autriche)
- Heinrich Claß (1868–1953), invité du NSDAP
- Robert Claussen (1909–1941), circonscription 21 (Coblence-Trier), jusqu'au 3 août 1941
- Carl Eduard Herzog von Coburg (1884–1954),
- Leonardo Conti (1900–1945), (Autriche), à partir du 27 août 1941 à la place du député Leopold
- Walther von Corswant (1886–1942), circonscription 6 (Poméranie), tué le 12 décembre 1942
- Carl Croneiß (1891–1973)
- Bruno Czarnowski (1902–??), circonscription 11 (Mersebourg)

### D
- Otto Dahlem, circonscription 23 (Düsseldorf-Ouest)
- Paul Dahm (1904–1974), circonscription 22 (Düsseldorf-Est), à partir du 1er août 1940 à la place du député Weitzel
- Werner Daitz (1884–1945), circonscription 20 (Cologne-Aachen), tué le 5 mai 1945
- Kurt Daluege (1897–1946), circonscription 3 (Berlin-Est)
- Wilhelm Dame (1895–1966), circonscription 1 (Prusse-Orientale), à partir du 31 mars 1942 à la place du député Behrendt
- Leopold Damian (1895–1971), circonscription 32 (Bade), à partir du 28 avril 1942 à la place du député Ziegler
- Willy Damson (1894–1944), circonscription 18 (Westphalie-Sud), mandat invalidé le 22 mars 1944
- Paul Dargel (* 1903), circonscription 1 (Prusse-Orientale)
- Walther Darré (1895–1953), circonscription 28 (Dresden-Bautzen)
- Hans Dauser, circonscription 24 (Oberbayern–Schwaben)
- Dr. Herbert David (1900–1987), (Sudetenland), à partir du 4 décembre 1938
- Georg Dechant (1893–1978), circonscription 26 (Franconie), à partir du 26 février 1944 à la place du député von Obernitz
- Dr. Wilhelm Decker (1899–1945), circonscription 4 (Potsdam), jusqu'au 1er mai 1945
- Hans-Gerhard Dedeke (1904–1975), circonscription 18 (Westphalie-Sud)
- Johann Deininger, circonscription 24 (Oberbayern–Schwaben)
- Karl Dempel, circonscription 31 (Wurtemberg)
- Detlef Dern (1905–1941), circonscription 21 (Coblence-Trèves), jusqu'au 15 août 1941
- Bruno Dieckelmann, circonscription 14 (Weser-Ems)
- Hein Diehl, circonscription 18 (Westphalie-Sud)
- Christoph Diehm (1892–1960), circonscription 32 (Bade)
- Hans Diesenreiter, (Autriche)
- Erich Diestelkamp, circonscription 22 (Düsseldorf-Est)
- Rudolf Dietl (1892–1976), (Sudetenland), à partir du 4 décembre 1938
- Dr. Otto Dietrich (Berlin) (1897–1952), circonscription 29 (Leipzig)
- Hans Dietrich (Franconie) (1898–1945), circonscription 27 (Palatinat rhénan–Sarre), tué le 11 avril 1945
- Josef Dietrich (Munich) (1892–1966), circonscription 5 (Francfort-sur-l'Oder)
- Hans Dippel, circonscription 19 (Hesse-Nassau)
- Oskar Dobat (* 1914), circonscription 1 (Prusse-Orientale), à partir du 17 novembre 1943 à la place du député Boeckmann
- Carl Ludwig Doerr, circonscription 20 (Cologne-Aix-la-Chapelle)
- Dr. Richard Donnevert (1896–1970), Sudetenland, à partir du 19 août 1940 à la place du député Kraus (Hohenelbe)
- Hans Dotzler (* 1906), circonscription 26 (Franconie), à partir du 26 février 1942 à la place du député Götz
- Richard Drauz (1894–1946), circonscription 31 (Wurtemberg)
- Paul Drechsel, circonscription 30 (Chemnitz-Zwickau)
- Wilhelm Dreher, circonscription 31 (Wurtemberg)
- Karl Dreier (Bückeburg), circonscription 17 (Whestphalie-Nord)
- Erich Drescher (1894–1956), circonscription 14 (Weser-Ems)
- Wilhelm Dreßler (* 1893), (Sudetenland), à partir du 4 décembre 1938
- Otto Dreyer (Birkenfeld), circonscription 21 (Coblence-Trier)
- Oskar Druschel (1904–1944), circonscription 22 (Düsseldorf-Est), jusqu'au 28 juin 1944
- Ernst Dürrfeld (1898–1945), circonscription 27 (Palatinat rhénan–Sarre), tué le 24 avril 1945
- Ernst Duschön (1904–1981), circonscription 1 (Prusse-Orientale)

### E
- Friedrich Karl Freiherr von Eberstein (1894–1979), Wahlkreis 24 (Oberbayern–Schwaben)
- Walter Ebner (* 1911), Land Autriche, eingetreten am 19 janvier 1943 für Abg. Urstöger
- Alfred Eckart (1901–1940), Wahlkreis 12 (Thuringe), gefallen am 14 juin 1940
- Joachim Eggeling (1884–1945), Wahlkreis 11 (Mersebourg), mort le 15 avril 1945
- Dr. Ludwig Eichholz (1903–1964), Reichswahlvorschlag für die sudetendeutschen Gebiete, eingetreten nach der Ergänzungswahl am 4 décembre 1938
- Theodor Eicke (1892–1943), Wahlkreis 30 (Chemnitz-Zwickau), gefallen am 26 février 1943
- Nikolaus Eiden (1901–1956), Wahlkreis 25 (Basse-Bavière), eingetreten am 20 juillet 1942 für Abg. Hühnlein
- August Eigruber (1907–1947), Land Autriche
- Hans Eisenkolb, Land Autriche
- Kuno von Eltz-Rübenach (1904–1945), Wahlkreis 20 (Cologne-Aix-la-Chapelle), gefallen am 30 janvier 1945
- Johannes Engel, Wahlkreis 2 (Berlin West)
- Otto Engelbrecht, Wahlkreis 3 (Berlin Ost), eingetreten am 9 décembre 1938 für Abg. Freiherr von Lindenfels
- Fritz Engler-Füßlin, Wahlkreis 32 (Bade)
- Emil Engler (Lauban), Wahlkreis 8 (Liegnitz)
- Franz von Epp (1868–1946), Wahlkreis 24 (Oberbayern–Schwaben)
- Otto Erbersdobler, Wahlkreis 25 (Basse-Bavière)
- Alfred Ernst, Wahlkreis 3 (Berlin Ost)
- Johann Esel (* 1900), Land Autriche, ausgeschieden am 23 mars 1941
- Hermann Esser (1900–1981), Wahlkreis 24 (Oberbayern–Schwaben)
- Arthur Etterich, Wahlkreis 21 (Coblence-Trèves)
- Dr. Friedrich Everling, Reichswahlvorschlag, Gast der NSDAP-Fraktion
- Lenhard Everwien (1897–1971), Wahlkreis 14 (Weser-Ems), eingetreten am 5 octobre 1942 für Abg. Hogrefe

### F
- Dr. Hans Fabricius (1891–1945), Wahlkreis 2 (Berlin West), gefallen am 28 avril 1945
- Reinhard Fäthe, Wahlkreis 16 (Südhannover–Braunschweig (Land))
- Oskar Farny (1891–1983), Reichswahlvorschlag, Gast der NSDAP-Fraktion
- Paul Faßbach (1897–1945), Wahlkreis 17 (Westphalie-Nord), gefallen am 23 avril 1945
- Rudolf Feick (1900–1945), Wahlkreis 22 (Düsseldorf-Est), ausgeschieden am 22 avril 1944
- Peter Feistritzer (1901–1947), Land Autriche, eingetreten am 6 février 1942 für Abg. Gebhardt
- Dr. Karl Feitenhansl (1891–1951), Reichswahlvorschlag für die sudetendeutschen Gebiete, eingetreten nach der Ergänzungswahl am 4 décembre 1938
- Richard Fiedler (Halle), Wahlkreis 11 (Mersebourg)
- Karl Fiedler (Zerbst), Wahlkreis 10 (Magdebourg)
- Karl Fiehler (1895–1969), Wahlkreis 24 (Oberbayern–Schwaben)
- Max Fillusch, Wahlkreis 9 (Oppeln)
- Heinrich Graf Fink von Finkenstein, Wahlkreis 8 (Liegnitz)
- Dr. Hans Fischböck (1895–1967), Land Autriche
- Dr. Curt Fischer (Berlin), Wahlkreis 17 (Westphalie-Nord)
- Arnold Fischer (Essen), Wahlkreis 23 (Düsseldorf-Ouest)
- Dr. Ludwig Fischer (Hambourg) (1905–1947), Wahlkreis 23 (Düsseldorf-Ouest)
- Hugo Fischer (München), (1902–1979), Wahlkreis 3 (Berlin Ost)
- Wilhelm Fischer (Olpe), Wahlkreis 18 (Westphalie-Sud)
- Josef Fitzthum (1896–1945), Land Autriche, mort le 10 janvier 1945
- Friedrich Karl Florian (1894–1975), Wahlkreis 22 (Düsseldorf-Est)
- Karl Folta (Brünn) (1893–1947), am 25 avril 1939 als Abgeordneter für die Deutschen im Protektorat Böhmen und Mähren in den Reichstag entsandt
- Hermann Foppa, Land Autriche
- Rolf Fordon (* 1909), Wahlkreis 2 (Berlin West), eingetreten am 8 décembre 1944
- Albert Forster (1902–1952), Wahlkreis 26 (Franconie), ab 7 juillet 1940 Danzig Westpreußen
- Dr. Hans Frank (1900–1946), Wahlkreis 8 (Liegnitz)
- Ludwig Frank (Marienbad) (1883–1945), Reichswahlvorschlag für die sudetendeutschen Gebiete, eingetreten nach der Ergänzungswahl am 4 décembre 1938
- Karl Hermann Frank (Reichenberg) (1898–1946), Reichswahlvorschlag für die sudetendeutschen Gebiete, eingetreten nach der Ergänzungswahl am 4 décembre 1938
- Paul Franke (Liegnitz), Wahlkreis 8 (Liegnitz)
- Christian Franke (Münster), Wahlkreis 17 (Westphalie-Nord)
- Alfred Frauenfeld (1898–1977), Wahlkreis 22 (Düsseldorf-Est)
- Dr. Roland Freisler (1893–1945), Wahlkreis 35 (Mecklembourg), mort le 3 février 1945
- Ernst Frenzel (1904–1978), Wahlkreis 12 (Thuringe)
- Hans Georg Freund, Wahlkreis 30 (Chemnitz-Zwickau)
- Kurt Frey (1902–1945), Wahlkreis 24 (Oberbayern–Schwaben), mort le 19 janvier 1945
- Hans von Freyberg, Wahlkreis 2 (Berlin West)
- Alfred Freyberg (Dessau) (1892–1945), Wahlkreis 10 (Magdebourg), mort le 18 avril 1945
- Dr. Axel Freiherr von Freytagh-Loringhoven (1878–1942), Wahlkreis 7 (Breslau), Gast der NSDAP-Fraktion, mort le 29 octobre 1942
- Dr. Wilhelm Frick (1877–1946), Wahlkreis 12 (Thuringe)
- Erich Friedrich (1901–1971), Wahlkreis 13 (Schleswig-Holstein)
- Helmuth Friedrichs (1899–1951), Wahlkreis 19 (Hesse-Nassau)
- Dr. Karl Fritsch (1901–1944), Wahlkreis 30 (Chemnitz-Zwickau), mort le 22 avril 1944
- Otto Frowein, Wahlkreis 2 (Berlin West)
- Fritz Fuchs (Hessen) (1894–1977), Wahlkreis 19 (Hesse-Nassau), eingetreten am 28 janvier 1943 für Abg. Gimbel
- Erich Fuchs (Province de Prusse-Orientale|Prusse-Orientale), (1894–1945), Wahlkreis 1 (Prusse-Orientale), Mandat am 17 août 1944 erloschen
- Herbert Fust, Wahlkreis 27 (Rheinpfalz–Saarland)

### G
- Franz Ganninger, Wahlkreis 25 (Basse-Bavière)
- Walter Gasthuber (1905–1966), Land Autriche, eingetreten am 17 novembre 1943 für Abg. Mitterbauer
- Karl Paul Gebhardt (1905–1941), Land Autriche, gefallen am 13 septembre 1941
- Richard Gehrig, Wahlkreis 26 (Franconie)
- Friedrich Geißelbrecht, Wahlkreis 18 (Westphalie-Sud)
- Hermann Gerischer, Wahlkreis 28 (Dresden-Bautzen)
- Karl Gerland (1905–1945), Wahlkreis 8 (Liegnitz), gefallen am 21 avril 1945
- Michael Gerstner (1897–1977), Wahlkreis 26 (Franconie), eingetreten am 24 avril 1941 für Abg. Sperber
- Hans Gewecke, Wahlkreis 13 (Schleswig-Holstein)
- Waldemar Geyer, Wahlkreis 3 (Berlin Ost)
- Stephan Gierets (1895–1941), Eupen-Malmedy, eingetreten am 9 juin 1941, mort le 25 juin 1941
- Hermann Giesler (1898–1987), Wahlkreis 2 (Berlin West), eingetreten am 4 août 1943 für Abg. Dr. Graf von der Goltz
- Paul Giesler (1895–1945), Wahlkreis 14 (Weser-Ems)
- Adalbert Gimbel (1898–1973), Wahlkreis 19 (Hesse-Nassau), ausgeschieden am 27 novembre 1942
- Dr. Edmund Glaise von Horstenau (1882–1946), Land Autriche
- Odilo Globocnik (1904–1945), Land Autriche
- Walter Gloy, Wahlkreis 34 (Hambourg)
- Dr. Joseph Goebbels (1897–1945), Wahlkreis 2 (Berlin West), mort le 1. Mai 1945
- Heinrich Göckenjan, Wahlkreis 17 (Westphalie-Nord)
- Arthur Göpfert, Wahlkreis 28 (Dresden-Bautzen)
- Hermann Göring (1893–1946), Wahlkreis 4 (Potsdam)
- Artur Görlitzer (1893–1945), Wahlkreis 3 (Berlin Ost), mort le 25 avril 1945
- Karl Götz (* 1888), Wahlkreis 26 (Franconie), ausgeschieden am 17 janvier 1942
- Otto Gohdes (1896–1945), Wahlkreis 6 (Poméranie), mort le 5 mars 1945
- Dr. Rüdiger Graf von der Goltz (1894–1976), Wahlkreis 2 (Berlin West), ausgeschieden am 31 mars 1943
- Walter Gottschalk, Wahlkreis 7 (Breslau)
- Leo Gotzmann (1893–1945), Land Autriche
- Georg Gradl (1884–1950), Wahlkreis 26 (Franconie), Mandat erloschen am 28 mars 1942
- Günther Gräntz (1905–1945), Wahlkreis 21 (Coblence-Trèves), gefallen am 30 avril 1945
- Ulrich Graf, Reichswahlvorschlag
- Walter Granzow (1887–1952), Wahlkreis 10 (Magdebourg), ausgeschieden am 31 mars 1943
- Hermann Grassl, Wahlkreis 25 (Basse-Bavière)
- August Greim, Wahlkreis 26 (Franconie)
- Arthur Greiser (1897–1946), Wartheland, eingetreten am 7 juillet 1940
- Dr. Friedrich Grimm (Essen) (1888–1959), Wahlkreis 23 (Düsseldorf-Ouest)
- Wilhelm Grimm (München) (1889–1944), Wahlkreis 26 (Franconie), mort le 21 juillet 1944
- Jacques Groeneveld, Wahlkreis 14 (Weser-Ems)
- Josef Grohé (1902–1988), Wahlkreis 20 (Cologne-Aix-la-Chapelle)
- Hermann Groine (1897–1941), Wahlkreis 29 (Leipzig), gefallen am 31 juillet 1941
- Wilhelm von Grolman, Wahlkreis 7 (Breslau)
- Dr. Walter Groß (Berlin) (1904–1945), Wahlkreis 9 (Oppeln)
- Martin Groß (Weimar), Wahlkreis 12 (Thuringe)
- Udo Grosse, Wahlkreis 10 (Magdebourg)
- Ferdinand Großherr (1898–1945), Wahlkreis 1 (Prusse-Orientale), gefallen am 9 avril 1945
- Willy Grothe, Wahlkreis 30 (Chemnitz-Zwickau)
- Hans Grüneberg, Wahlkreis 5 (Francfort-sur-l'Oder)
- Kurt Günther, Wahlkreis 12 (Thuringe)
- Rudolf Gugel (1908–1945), Wahlkreis 26 (Franconie), mort le 20 janvier 1945
- Karl Michael Gutenberger (1905–1961)

### H
- Heinrich Haake (1892–1945), Wahlkreis 20 (Cologne-Aix-la-Chapelle)
- Curt Haase (* 1897), Wahlkreis 28 (Dresden-Bautzen)
- Wilhelm Habbes, Wahlkreis 18 (Westphalie-Sud)
- Rudolf Habedank, Wahlkreis 34 (Hambourg)
- Georg Haberkern (1889–1945), Wahlkreis 26 (Franconie), eingetreten am 13 avril 1942 für Abg. Gradl
- Theodor Habicht (1898–1944), Wahlkreis 19 (Hesse-Nassau)
- Dr. Dr. Albert Hackelsberger, Wahlkreis 32 (Bade), Gast der NSDAP-Fraktion, Mandat am 8 décembre 1938 für ungültig erklärt
- Johann Häfker (* 1885), Wahlkreis 34 (Hambourg), eingetreten am 5 juillet 1943 für Abg. Meyer (Hambourg)
- Fritz Härtl, Wahlkreis 10 (Magdebourg)
- Hans Hagemeyer (1899–1993), Wahlkreis 22 (Düsseldorf-Est), eingetreten am 29 septembre 1941 für Abg. Urban
- Erich Hagenmeyer (1892–1963), Wahlkreis 31 (Wurtemberg), eingetreten am 1 mars 1939 für Abg. Utz
- Heinrich Hager (1893–1941), Wahlkreis 26 (Franconie), gefallen am 27 septembre 1941
- Sepp Hainzl, Land Autriche
- Dr août Hallermann, Wahlkreis 11 (Mersebourg)
- Walter Hamfler (1907–1940), Wahlkreis 9 (Oppeln), gefallen am 22 juin 1940
- Konrad Hammetter (1898–1941), Land Autriche, eingetreten am 2 avril 1941 für Abg. Esel, gefallen am 16 octobre 1941
- Karl Hanke (Berlin) (1903–1945), Wahlkreis 3 (Berlin Ost)
- Franz Hanke (Wien) (1892–1980), Land Autriche, ausgeschieden am 31 octobre 1944
- Paul Harpe, Wahlkreis 2 (Berlin West)
- Erich Hartmann, Wahlkreis 17 (Westphalie-Nord)
- Herbert Haselwander (1910–1940), Wahlkreis 12 (Thuringe), gefallen am 21. Mai 1940
- Daniel Hauer, Wahlkreis 31 (Wurtemberg)
- Anton Hausmann (1899–1960), Reichswahlvorschlag für die sudetendeutschen Gebiete, eingetreten nach der Ergänzungswahl am 4 décembre 1938
- Alfred Hawellek (de), Wahlkreis 9 (Oppeln)
- Dr. Franz Hayler (1900–1972), Wahlkreis 17 (Westphalie-Nord), eingetreten am 11 septembre 1942 für Abg. Dr. Springorum
- Wilhelm Heer (1894–1961), Wahlkreis 26 (Franconie)
- Wilhelm Heerde, Wahlkreis 8 (Liegnitz)
- Karl Heidemann, Wahlkreis 17 (Westphalie-Nord)
- Adolf Heincke, Wahlkreis 15 (Hanovre-Est)
- Wilhelm Heinz (* 1894), Sudetenland, eingetreten am 4 janvier 1943 für Abg. Barwig
- August Heißmeyer (1897–1979), Wahlkreis 17 (Westphalie-Nord)
- Walther Heitmüller (1900–1945), Wahlkreis 15 (Hanovre-Est), eingetreten am 19 novembre 1941 für Abg. Dr. Raecke, gefallen am 21 avril 1945
- Wilhelm Helfer, Wahlkreis 24 (Oberbayern–Schwaben)
- Sepp Helfrich, Land Autriche
- Wolf-Heinrich von Helldorf (1896–1944), Wahlkreis 2 (Berlin West), Mandat am 10 août 1944 erloschen
- Dr. Otto Hellmuth (1896–1968), Wahlkreis 26 (Franconie)
- Dr. Hans von Helms (1899–1980), Wahlkreis 9 (Oppeln)
- Konrad Henlein (1898–1945), Reichswahlvorschlag für die sudetendeutschen Gebiete, eingetreten nach der Ergänzungswahl am 4 décembre 1938
- Paul Hennicke (1883–1967), Wahlkreis 12 (Thuringe)
- Harry Henningsen (1895–1944), Wahlkreis 34 (Hambourg), mort le 8 mars 1944
- Max Henze (1899–1951), Wahlkreis 2 (Berlin West)
- Adolf Hergenröder, Wahlkreis 26 (Franconie)
- Walter Heringlake (1901–1969), Wahlkreis 18 (Westphalie-Sud), ausgeschieden am 29 novembre 1941
- Adalbert Herwig, Wahlkreis 15 (Hanovre-Est)
- Otto Herzog (1900–1945), Wahlkreis 7 (Breslau), mort le 6. Mai 1945
- Rudolf Heß (1894–1987), Reichswahlvorschlag, ausgeschieden im Mai 1941
- Fritz Heß (Dannenfels) (1879–1938), Wahlkreis 27 (Rheinpfalz–Saarland), mort le 4 juin 1938
- Dr. Wilhelm Heuber (1898–1957), Wahlkreis 28 (Dresden-Bautzen)
- Reinhard Heydrich (1904–1942), Wahlkreis 22 (Düsseldorf-Est), mort le 4 juin 1942
- Walter Heyse, Wahlkreis 33 (Hesse)
- Hans Hiedler (1898–1941), Land Autriche, gefallen am 16 septembre 1941
- Konstantin Hierl (1875–1955), Wahlkreis 6 (Poméranie)
- Friedrich Hildebrandt (Schwerin) (1898–1948), Wahlkreis 35 (Mecklembourg)
- Richard Hildebrandt (Wiesbaden) (1897–1951), Wahlkreis 19 (Hesse-Nassau)
- Erich Hilgenfeldt (1897–1945), Wahlkreis 2 (Berlin West), mort le 25 avril 1945
- Heinrich Himmler (1900–1945), Wahlkreis 9 (Oppeln)
- Hans Hinkel (1901–1960), Wahlkreis 3 (Berlin Ost)
- Paul Hinkler (1892–1945), Wahlkreis 34 (Hambourg), mort le 13 avril 1945
- Kurt Hintze (1901–1944), Wahlkreis 20 (Cologne-Aix-la-Chapelle)
- Henry Hinz (* 1904), Wahlkreis 34 (Hambourg), eingetreten am 21 septembre 1944 für Abg. Schroeder (Hambourg)
- Adolf Hitler (1889–1945), Wahlkreis 24 (Oberbayern–Schwaben), mort le 30 avril 1945
- Alfons Hitzler, Wahlkreis 30 (Chemnitz-Zwickau)
- Dr. Paul Hocheisen (1870–1944), Wahlkreis 15 (Hanovre-Est), mort le 22 décembre 1944
- Max Hölzel (1906–1941), Land Autriche, gefallen am 21 décembre 1941
- Julius Hönig (1902–1945), Reichswahlvorschlag für die sudetendeutschen Gebiete, eingetreten nach der Ergänzungswahl am 4 décembre 1938
- Konstantin Höß (1903–1970), Sudetenland, eingetreten am 28 février 1940 für Abg. Oberlik
- Walter Hoevel, Wahlkreis 20 (Cologne-Aix-la-Chapelle)
- Franz Hofer (1902–1975), Land Autriche
- Heinrich Hoffmann (1885–1957), Wahlkreis 22 (Düsseldorf-Est), eingetreten am 13 janvier 1940 für Abg. Thyssen
- Paul Hoffmann (Essen), Wahlkreis 23 (Düsseldorf-Ouest)
- Albert Hoffmann (Kattowitz) (1907–1972), Wahlkreis 7 (Breslau), eingetreten am 3 juin 1941 für Abg. Huebenett
- Erich Hofmann (Leipzig), Wahlkreis 30 (Chemnitz-Zwickau)
- Hans Georg Hofmann (München) (1873–1942), Wahlkreis 25 (Basse-Bavière), mort le 31 janvier 1942
- Lühr Hogrefe (1900–1942), Wahlkreis 14 (Weser-Ems), gefallen am 13 février 1942
- Heinz Hohoff, Wahlkreis 20 (Cologne-Aix-la-Chapelle)
- Paul Holthoff, Wahlkreis 20 (Cologne-Aix-la-Chapelle)
- Karl Holz (1895–1945), Wahlkreis 26 (Franconie), mort le 20 avril 1945
- Eduard Honisch (* 1910), Land Autriche, ausgeschieden im Februar 1943
- Heinrich Horlbeck (* 1897), Wahlkreis 26 (Franconie), eingetreten am 29 novembre 1941 für Abg. Hager, ausgeschieden am 4 février 1942, erneut eingetreten am 14 janvier 1943 für Abg. Wagenbauer
- Karl Horn, Wahlkreis 28 (Dresden-Bautzen)
- Curt Horst, Wahlkreis 20 (Cologne-Aix-la-Chapelle)
- Ludwig Huber (Ibach), Wahlkreis 32 (Bade)
- Ernst Huber (Reutlingen), Wahlkreis 31 (Wurtemberg)
- Paul Hudl, Land Autriche
- Hans Huebenett (1896–1940), Wahlkreis 7 (Breslau), mort le 28 novembre 1940
- Dr. Franz Hueber (1894–1981), Land Autriche
- Adolf Hühnlein (1881–1942), Wahlkreis 25 (Basse-Bavière), mort le 18 juin 1942
- Peter Hütgens (1891–1945), Wahlkreis 23 (Düsseldorf-Ouest), Mandat am 12 octobre 1944 erloschen
- Dr. Alfred Hugenberg (1865–1951), Reichswahlvorschlag, Gast der NSDAP-Fraktion
- Rolf von Humann, Wahlkreis 17 (Westphalie-Nord)
- Dr. Heinrich Hunke (1902–2000), Wahlkreis 3 (Berlin Ost), ausgeschieden am 31 octobre 1944

### I
- Heinrich Ilbertz (1891 - 1974), Wahlkreis 22 (Düsseldorf-Est)
- Fritz Emil Irrgang (1890 - 1951), Wahlkreis 17 (Westphalie-Nord)
- Ernst Ittameier (1893 - 1948), Wahlkreis 26 (Franconie)

### J
- Karl Jackstien (1899–1943), Wahlkreis 17 (Westphalie-Nord), gefallen am 29 septembre 1943
- Adolf Jäger (Köln), Wahlkreis 20 (Cologne-Aix-la-Chapelle)
- Dr. Roman Jäger (Weißenkirchen),(1909–1944), Land Autriche
- Franz-Werner Jaenke (Liegnitz) (1905–1943), Wahlkreis 8 (Liegnitz), gefallen am 25 janvier 1943
- Otto Jaeschke (1890–1957), Wahlkreis 7 (Breslau), eingetreten am 19 juillet 1939 für Abg. Freiherr von Reibnitz
- Dietrich von Jagow (1892–1945), Wahlkreis 3 (Berlin Ost), mort le 26 avril 1945
- Karl Janowsky (1903–1978), Wahlkreis 10 (Magdebourg), ausgeschieden am 12 janvier 1943
- Walther Jaroschek (1903–1968), Reichswahlvorschlag für die sudetendeutschen Gebiete, eingetreten nach der Ergänzungswahl am 4 décembre 1938, Mandat am 23 septembre 1944 erloschen
- Friedrich Jeckeln (1895–1946), Wahlkreis 15 (Hanovre-Est)
- Ernst Jenke (Breslau), Wahlkreis 7 (Breslau)
- Konrad Jenzen, Wahlkreis 8 (Liegnitz)
- Adolf Jobst (1900–1974), Reichswahlvorschlag für die sudetendeutschen Gebiete, eingetreten nach der Ergänzungswahl am 4 décembre 1938
- Georg Joel, Wahlkreis 14 (Weser-Ems)
- Fritz Johlitz, Wahlkreis 23 (Düsseldorf-Ouest)
- Heinz-Hugo John (1904–1944), Wahlkreis 22 (Düsseldorf-Est), gefallen am 9 juin 1944
- Alfred Jonas, Wahlkreis 9 (Oppeln)
- Martin Jordan (Auerbach) (1897–1945), Wahlkreis 30 (Chemnitz-Zwickau)
- Rudolf Jordan (Halle) (1902–1988), Wahlkreis 10 (Magdebourg)
- Georg Joschke (* 1900), Schlesien, eingetreten am 7 juillet 1940
- Max Jüttner, Wahlkreis 11 (Mersebourg)
- Rudolf Jung (Berlin) (1882–1945), Wahlkreis 18 (Westphalie-Sud)
- Dr. Karl Jung (München), Wahlkreis 18 (Westphalie-Sud)
- Dr. Hugo Jury (1887–1945), Land Autriche

### K
- Richard Kackstein, Wahlkreis 4 (Potsdam)
- Max Kalcher (* 1911), Land Autriche, ausgeschieden am 18 janvier 1939
- Dr. Ernst Kaltenbrunner (1903–1946), Land Autriche
- Konstantin Kammerhofer (1899–1958), Land Autriche
- Károly Kampmann (1902–1945), Wahlkreis 3 (Berlin Ost), mort le 4. Mai 1945
- Bernd Freiherr von Kanne, Wahlkreis 17 (Westphalie-Nord)
- Otto Kannengießer, Wahlkreis 4 (Potsdam)
- Rolf Karbach, Wahlkreis 21 (Coblence-Trèves)
- Berthold Karwahne (1887–1957), Wahlkreis 16 (Südhannover–Braunschweig (Land))
- Siegfried Kasche (1903–1947), Wahlkreis 34 (Hambourg)
- Wilhelm Kattwinkel, (1883–1953), Wahlkreis 23 (Düsseldorf-Ouest)
- Dr. Adolf Katz, Wahlkreis 4 (Potsdam)
- Karl Kaufmann (1900–1969), Wahlkreis 34 (Hambourg)
- Kurt Kaul, Wahlkreis 31 (Wurtemberg)
- Friedhelm Kemper, Wahlkreis 32 (Bade)
- Wilhelm Keppler (1882–1960), Wahlkreis 32 (Bade)
- Ferdinand Kernmaier (1884–1941), Land Autriche, mort le 17 avril 1941
- Hanns Kerrl (1887–1941), Wahlkreis 16 (Südhannover–Braunschweig (Land)), mort le 14 décembre 1941
- Jakob Kessel (* 1889), Wahlkreis 3 (Berlin Ost), eingetreten am 11 septembre 1942 für Abg. Moder
- Peter Kiefer (* 1884), Wahlkreis 27 (Rheinpfalz–Saarland)
- Fritz Kiehn (1885–1980), Wahlkreis 31 (Wurtemberg)
- Manfred Freiherr von Killinger (1886–1944), Wahlkreis 23 (Düsseldorf-Ouest), mort le 2 septembre 1944
- Dietrich Klagges (1891–1971), Wahlkreis 16 (Province de HanovreSüdhannover–Braunschweig (Land))
- Hubert Klausner (1892–1939), Land Autriche, mort le 12 février 1939
- Karl Kleemann, Wahlkreis 27 (Rheinpfalz–Saarland)
- Dr. Guido Klieber (Budau) (1898–1959), Reichswahlvorschlag für die sudetendeutschen Gebiete, eingetreten nach der Ergänzungswahl am 4 décembre 1938, Mandat am 1 juillet 1943 aberkannt
- Emil Klein (1905–2010), Wahlkreis 24 (Oberbayern–Schwaben)
- Rudolf Klieber (* 1900), Wahlkreis 8 (Liegnitz)
- Alfred Klostermann (1900–1945), Wahlkreis 33 (Hesse), gefallen am 25 février 1945
- Xaver Knaup, Wahlkreis 26 (Franconie)
- Fritz Knaus, Land Autriche
- Heinrich August Knickmann (1894–1941), Wahlkreis 18 (Westphalie-Sud), gefallen am 5 août 1941
- August Knop (Boffzen) (1903–1994), Wahlkreis 16 (Südhannover–Braunschweig (Land)), eingetreten am 26 janvier 1942 für Abg. Kerrl
- Walter Knop (Munich), Wahlkreis 17 (Westphalie-Nord)
- Adolf Kob, Wahlkreis 10 (Magdebourg)
- Erich Koch (1896–1986), Wahlkreis 1 (Prusse-Orientale)
- Walter Köhler (1897−1989), Wahlkreis 32 (Bade)
- Dr. Fritz Köllner (1904–1986), Reichswahlvorschlag für die sudetendeutschen Gebiete, eingetreten nach der Ergänzungswahl am 4 décembre 1938
- Hanns König (1904–1939), Wahlkreis 26 (Franconie), mort le 5 février 1939
- Gerd von Koerber, Wahlkreis 35 (Mecklembourg)
- Paul Körner (Berlin), Wahlkreis 2 (Berlin West)
- Hellmut Körner (Sachsen) (1904–1966), Wahlkreis 28 (Dresden-Bautzen)
- Wilhelm Kohlmeyer (1907–1943), Wahlkreis 34 (Hambourg), gefallen am 12 février 1943
- Dr. Artur Kolb (Amberg) (1895–1945), Wahlkreis 25 (Basse-Bavière), mort le 22 avril 1945
- Max Kolb (Bayreuth), Wahlkreis 22 (Düsseldorf-Est)
- Wilhelm Koppe (1896–1975), Wahlkreis 14 (Weser-Ems)
- Felix Kopprasch, Wahlkreis 16 (Südhannover–Braunschweig (Land))
- Albert Kost, Wahlkreis 17 (Westphalie-Nord)
- Dr. Alfred Kottek (1906–1943), Reichswahlvorschlag für die sudetendeutschen Gebiete, eingetreten nach der Ergänzungswahl am 4 décembre 1938
- Karl Kowarik (1907–1987), Land Autriche, eingetreten am 13 mars 1942 für Abg. Hölzel
- Heinrich von Kozierowski, Wahlkreis 16 (Südhannover–Braunschweig (Land))
- Dr. Josef Krämer (1904–1980), Wahlkreis 32 (Bade), eingetreten am 9 décembre 1940 für Abg. Dr. Schmidt (Köln)
- Dr. Herbert Kraft (1886–1946), Wahlkreis 32 (Bade)
- August Kramer, Wahlkreis 32 (Bade)
- Dr. Wolfgang Kraneck (1900–1943), Wahlkreis 5 (Francfort-sur-l'Oder), gefallen am 30 décembre 1943
- Josef Kraus (Hohenelbe) (* 1903), Reichswahlvorschlag für die sudetendeutschen Gebiete, eingetreten nach der Ergänzungswahl am 4 décembre 1938, Mandat am 17 juillet 1940 erloschen
- Erwin Kraus (Pasing), Wahlkreis 31 (Wurtemberg)
- Rudolf Krause, Wahlkreis 10 (Magdebourg)
- Alfred Krauß (Wien) (1862–1938), Land Autriche, mort le 29 septembre 1938
- Moritz Kraut (1905–1941), Wahlkreis 3 (Berlin Ost), gefallen am 29 décembre 1941
- Dr. Franz Krautzberger (* 1913), Reichswahlvorschlag für die sudetendeutschen Gebiete, eingetreten nach der Ergänzungswahl am 4 décembre 1938
- Hans Krawielitzki, Wahlkreis 19 (Hesse-Nassau)
- Gottfried Krczal, Nachname ab 1942: Bergener, (1885–1966), Reichswahlvorschlag für die sudetendeutschen Gebiete, eingetreten nach der Ergänzungswahl am 4 décembre 1938
- Hans Krebs, Wahlkreis 3 (Berlin Ost)
- Dr. Anton Kreißl (1895–1945), Reichswahlvorschlag für die sudetendeutschen Gebiete, eingetreten nach der Ergänzungswahl am 4 décembre 1938
- Hermann Kretzschmann, Wahlkreis 4 (Potsdam)
- Karl Krichbaum, Wahlkreis 18 (Westphalie-Sud)
- Hermann Kriebel (1876–1941), Wahlkreis 2 (Berlin West), mort le 16 février 1941
- Erhard Kroeger, Wartheland, eingetreten am 7 juillet 1940
- Werner Kropp, Wahlkreis 16 (Südhannover–Braunschweig (Land))
- Erich Krüger (Crossen), Wahlkreis 5 (Francfort-sur-l'Oder)
- Friedrich-Wilhelm Krüger (Frankfurt) (1894–1945), Wahlkreis 5 (Francfort-sur-l'Oder)
- Wilhelm Kube (1887–1943), Reichswahlvorschlag, mort le 22 septembre 1943
- Walter Kühle, Wahlkreis 4 (Potsdam)
- Kurt Kühme (1885–1944), Wahlkreis 19 (Hesse-Nassau), eingetreten am 24 mars 1943 für Abg. Schwarz (Berlin), gefallen am 25 décembre 1944
- Hans Kühtz, Wahlkreis 10 (Magdebourg)
- Johannes Künzel (Stettin), Wahlkreis 6 (Poméranie)
- Franz Künzel (Reichenberg) (1900–1986), Reichswahlvorschlag für die sudetendeutschen Gebiete, eingetreten nach der Ergänzungswahl am 4 décembre 1938, ausgeschieden am 31 mars 1943
- Johannes Künzel (Stettin), Wahlkreis 6 (Poméranie)
- Werner Kuhnt (Dossen), Wahlkreis 5 (Francfort-sur-l'Oder)
- Benno Kuhr (* 1896), Wahlkreis 25 (Basse-Bavière), eingetreten am 4 octobre 1939 für Abg. Dr. Bell
- Hans Kummerfeldt, Wahlkreis 13 (Schleswig-Holstein)
- Ernst Kundt (Prag) (1897–1947), am 25 avril 1939 als Abgeordneter für die Deutschen im Protektorat Böhmen und Mähren in den Reichstag entsandt
- Erich Kunz (1897–1939), Wahlkreis 30 (Chemnitz-Zwickau), mort le 30 avril 1939
- Richard Kunze, Wahlkreis 5 (Francfort-sur-l'Oder)
- Otto von Kursell (1884–1967), Wahlkreis 14 (Weser-Ems)
- Franz Kutschera (1904–1944), Land Autriche, mort le 1 février 1944

### L
- Richard Lammel (1899–1951), Reichswahlvorschlag für die sudetendeutschen Gebiete, eingetreten nach der Ergänzungswahl am 4 décembre 1938
- Heinz Lampe, Wahlkreis 20 (Cologne-Aix-la-Chapelle)
- Franz Land, Wahlkreis 18 (Westphalie-Sud)
- Franz Langoth (1877–1953), Land Autriche
- Dr. Karl Lapper, Land Autriche
- Hartmann Lauterbacher (1909–1988), Wahlkreis 16 (Südhannover–Braunschweig (Land))
- Arthur Lehmann (Cologne), Wahlkreis 20 (Cologne-Aix-la-Chapelle)
- Otto Lehmann (Magdebourg), Wahlkreis 10 (Magdebourg)
- Georg Lenk (1888–1945), Wahlkreis 30 (Chemnitz-Zwickau), ausgeschieden am 6 août 1944
- Theodor Leonhardt (* 1905), Wahlkreis 5 (Francfort-sur-l'Oder), eingetreten am 26 avril 1944 für Abg. Dr. Kraneck
- Josef Leopold (1889–1941), Land Autriche, gefallen am 24 juillet 1941
- Dr. Robert Ley (1890–1945), Wahlkreis 20 (Cologne-Aix-la-Chapelle)
- Ernst Ludwig Leyser, Wahlkreis 27 (Rheinpfalz–Saarland)
- Ludwig Liebel (Berlin), Wahlkreis 27 (Rheinpfalz–Saarland)
- Willy Liebel (Nuremberg) (1897–1945), Wahlkreis 26 (Franconie), mort le 20 avril 1945
- Walther Freiherr von Lindenfels (1878–1938), Wahlkreis 3 (Berlin Ost), mort le 6 décembre 1938
- Karl Linder (1900–1979), Wahlkreis 19 (Hesse-Nassau)
- Karl-Siegmund Litzmann (1893–1945), Wahlkreis 1 (Prusse-Orientale)
- Wilhelm Loch, Wahlkreis 23 (Düsseldorf-Ouest)
- Curt Loeffelholz von Colberg (1874–1945), Wahlkreis 11 (Mersebourg), eingetreten am 19 novembre 1938 für Abg. Stöhr (Schneidemühl), mort le 1 avril 1945
- Lorenz Loewer, Wahlkreis 9 (Oppeln)
- Hinrich Lohse (1896–1964), Wahlkreis 13 (Schleswig-Holstein)
- Dr. Johannes Lommel (1875–1939), Wahlkreis 19 (Hesse-Nassau), mort le 27 octobre 1939
- Werner Lorenz (Hambourg) (1891–1974), Wahlkreis 34 (Hambourg)
- Max-Albert Lorenz (Münster) (1886–1976), Wahlkreis 17 (Westphalie-Nord), eingetreten am 26 août 1941 für Abg. Schramme (Münster)
- Fritz zur Loye, Wahlkreis 14 (Weser-Ems)
- Willi Luckner, Wahlkreis 4 (Potsdam)
- Hanns Ludin (1905–1947), Wahlkreis 32 (Bade)
- Curt Ludwig, Wahlkreis 14 (Weser-Ems)
- Kurt Lüdtke, Wahlkreis 6 (Poméranie)
- Dr. Carl Lüer (1897–1969), Wahlkreis 19 (Hesse-Nassau)
- Friedrich-Wilhelm Lütt, Wahlkreis 15 (Hanovre-Est)
- Hans Lukesch, Land Autriche
- Anton Lutz (* 1908), Sudetenland, eingetreten am 23 avril 1942 für Abg. Sandner (Asch)
- Viktor Lutze (1890–1943), Wahlkreis 7 (Breslau), mort le 2. Mai 1943
- Max Otto Luyken (1885–1945), Wahlkreis 34 (Hambourg), gefallen am 30 avril 1945

### M
- Waldemar Magunia (1902–1974), Wahlkreis 1 (Prusse-Orientale)
- Eugen Maier (Ulm) (1899–1940), Wahlkreis 31 (Wurtemberg), mort le 16 janvier 1940
- Josef Malzer, Wahlkreis 31 (Wurtemberg)
- Richard Manderbach, Wahlkreis 18 (Westphalie-Sud)
- Richard Mann (1893–1960), Wahlkreis 27 (Rheinpfalz–Saarland), eingetreten am 13 juin 1938 für Abg. Heß (Dannenfels)
- Arno Manthey (1888–1941), Wahlkreis 5 (Francfort-sur-l'Oder), gefallen am 2 septembre 1941
- Georg Mappes (1900–1984), Wahlkreis 1 (Prusse-Orientale), eingetreten am 21 novembre 1940 für Abg. Boetel
- Otto Marrenbach (Berlin), Wahlkreis 33 (Hesse)
- Fritz Marrenbach (Köln), Wahlkreis 20 (Cologne-Aix-la-Chapelle)
- Willy Marschler (1893–1951), Wahlkreis 12 (Thuringe)
- Karl Martin, Wahlkreis 29 (Leipzig)
- Kurt Martius, Wahlkreis 6 (Poméranie)
- Fritz Marx, Wahlkreis 7 (Breslau)
- Martin Matthiessen, Wahlkreis 13 (Schleswig-Holstein)
- Adolf Mauer (1899–1978), Wahlkreis 31 (Wurtemberg), eingetreten am 20 janvier 1940 für Abg maier (Ulm)
- Emil Maurice (1897–1972), Wahlkreis 29 (Leipzig)
- Franz May (1903–1969), Reichswahlvorschlag für die sudetendeutschen Gebiete, eingetreten nach der Ergänzungswahl am 4 décembre 1938
- Emil Mazuw, Wahlkreis 6 (Poméranie)
- Dr. Rudolf Meckel (Prag) (1910–1975), am 25 avril 1939 als Abgeordneter für die Deutschen im Protektorat Böhmen und Mähren in den Reichstag entsandt
- Dr. Karl Megerle, Wahlkreis 22 (Düsseldorf-Est)
- Wilhelm Meinberg (1898–1973), Wahlkreis 18 (Westphalie-Sud), ausgeschieden am 31 mars 1943
- Albert Meister (1895–1942), Wahlkreis 18 (Westphalie-Sud), mort le 20 août 1942
- Kurt Mende (1907–1944), Wahlkreis 3 (Berlin Ost), eingetreten am 6 mars 1942 für Abg. Kraut, gefallen am 16 juillet 1944
- Franz Merk (1894–1945), Wahlkreis 32 (Bade), mort le 9 avril 1945
- Hieronymus Merkle (* 1897), Wahlkreis 27 (Rheinpfalz–Saarland), eingetreten am 6 novembre 1942 für Abg. Weber (Neunkirchen)
- Julius Merz, Wahlkreis 7 (Breslau)
- Dr. Franz Metzner, Wahlkreis 12 (Thuringe)
- Fritz Meyer (Hambourg) (1881–1953), Wahlkreis 34 (Hambourg), ausgeschieden am 15 avril 1943
- Dr. Alfred Meyer (Münster) (1891–1945), Wahlkreis 17 (Westphalie-Nord), verstorben im April 1945
- Joachim Meyer-Quade (1897–1939), Wahlkreis 13 (Schleswig-Holstein), gefallen am 12 septembre 1939
- August Edler von Meyszner (1896–1947), Land Autriche
- Rudolf Michaelis (1902–1945), Wahlkreis 10 (Magdebourg), mort le 22 janvier 1945
- August Mietz (* 1898), Wahlkreis 17 (Westphalie-Nord), eingetreten am 23 août 1943 für Abg. Schmidt (Münster)
- Johann Mikula, Land Autriche
- Albert Miller (1900–1966), Wahlkreis 19 (Hesse-Nassau), eingetreten am 3 février 1941 für Abg. Büchner
- Karl Minnameyer, Wahlkreis 26 (Franconie)
- Leopold Mitterbauer (* 1912), Land Autriche, ausgeschieden am 16 août 1943
- Paul Moder (1896–1942), Wahlkreis 3 (Berlin Ost), gefallen am 8 février 1942
- Helmut Möckel (1909–1945), Wahlkreis 7 (Breslau), eingetreten am 28 novembre 1942, mort le 15 février 1945
- Johann Adam Mohr, Wahlkreis 26 (Franconie)
- Joachim von Moltke (1891–1956), Wahlkreis 24 (Oberbayern–Schwaben), eingetreten am 28 novembre 1942 für Abg. Siebert
- Fritz Montag (1896–1943), Wahlkreis 35 (Mecklembourg), eingetreten am 9 février 1943 für Abg. Seemann, mort le 20 février 1943, Dr. Hans-Eugen Sommer (Mecklenburg), eingetreten am 1 avril 1943
- Max Moosbauer, Wahlkreis 25 (Basse-Bavière)
- Franz Moraller (1903–1986), Wahlkreis 32 (Bade), eingetreten am 4 juillet 1940 für Abg. Dr. Wacker
- Karl Müller (Berlin) (1879–1944), Wahlkreis 16 (Südhannover–Braunschweig (Land)), mort le 21 novembre 1944
- Georg Müller (Dresden), Wahlkreis 28 (Dresden-Bautzen)
- Erhard Müller (Hagen), Wahlkreis 18 (Westphalie-Sud)
- Dr. Paul Müller (Kronach), Wahlkreis 25 (Basse-Bavière)
- Hermann Müller (Magdebourg), Wahlkreis 10 (Magdebourg)
- Albert Müller (Trier), Wahlkreis 21 (Coblence-Trèves)
- Bruno Müller-Reinert (* 1897), Wahlkreis 9 (Oppeln), eingetreten am 6 août 1940 für Abg. Hamfler
- Ludwig Münchmeyer (1885–1947), Wahlkreis 33 (Hesse)
- Anton Mündler (1896–1945), Wahlkreis 24 (Oberbayern–Schwaben), mort le 28 avril 1945
- Michael Münster, Wahlkreis 5 (Francfort-sur-l'Oder)
- Wilhelm Murr (1888–1945), Wahlkreis 31 (Wurtemberg), mort le 14. Mai 1945
- Martin Mutschmann (1879–1947/1950), Wahlkreis 30 (Chemnitz-Zwickau)
- Ernst Mutz, Wahlkreis 9 (Oppeln)

### N
- Ernst Nassauer (1901–1944), Wahlkreis 18 (Westphalie-Sud), eingetreten am 29 novembre 1942 für Abg. Heringlake, mort le 11 mars 1944
- Otto Naumann, Wahlkreis 29 (Leipzig)
- Paul-Friedrich Nebelung, Wahlkreis 16 (Südhannover–Braunschweig (Land))
- Hermann Neef, Wahlkreis 19 (Hesse-Nassau)
- Dr. Reinhard Neubert, Wahlkreis 2 (Berlin West)
- Walter Neul, Wahlkreis 28 (Dresden-Bautzen)
- Dr. Ernst Neumann (1888–1955), am 25 avril 1939 als Abgeordneter des Memellandes berufen
- Paul Nieder-Westermann, Wahlkreis 18 (Westphalie-Sud)
- Heinrich Niem (1906–1944), Wahlkreis 22 (Düsseldorf-Est), mort le 20 août 1944
- Gustav Nietfeld-Beckmann, Wahlkreis 14 (Weser-Ems)
- Heinrich Nietmann, Wahlkreis 27 (Rheinpfalz–Saarland)
- Otto Nippold (1902–1940), Wahlkreis 24 (Oberbayern–Schwaben), gefallen am 17. Mai 1940
- Franz Nitsch (1898–1945), Sudetenland, eingetreten am 14 décembre 1943 für Abg. Richter (Reichenberg)
- Erwin Nötzelmann, Wahlkreis 1 (Prusse-Orientale)

### O
- Walther Oberhaidacher (1896–1945), Wahlkreis 30 (Chemnitz-Zwickau), mort le 30 avril 1945
- Gustav Adolf Oberlik (1905–1943), Reichswahlvorschlag für die sudetendeutschen Gebiete, eingetreten nach der Ergänzungswahl am 4 décembre 1938, Mandat am 4 janvier 1940 aberkannt
- Hanns Oberlindober, Wahlkreis 19 (Hesse-Nassau)
- Heinz Günther von Obernitz (1895–1944), Wahlkreis 26 (Franconie), eingetreten am 7 février 1939 für Abg. König, gefallen am 15 janvier 1944
- Gustav Robert Oexle (1889–1945), Wahlkreis 31 (Wurtemberg), mort le 25 avril 1945
- Karl Offermann, Wahlkreis 32 (Bade)
- Richard Ohling, Wahlkreis 20 (Cologne-Aix-la-Chapelle)
- Ludwig Oldach (* 1888), Wahlkreis 35 (Mecklembourg)
- Christian Opdenhoff, Wahlkreis 10 (Magdebourg)
- Theodor Oppermann (Hanovre) (1889–1945), Wahlkreis 22 (Düsseldorf-Est), mort le 6. Mai 1945
- Ewald Oppermann (Königsberg) (1896–1965), Wahlkreis 1 (Prusse-Orientale)
- Walter Ortlepp, Wahlkreis 12 (Thuringe)
- Carl Overhues (1886–1972), Wahlkreis 22 (Düsseldorf-Est), eingetreten am 7 juillet 1941 für Abg. Schwarz (Düsseldorf)
- Richard Owe, Wahlkreis 29 (Leipzig)

### P
- Heinrich Pahlings, Wahlkreis 22 (Düsseldorf-Est)
- Hermann Paltinat, Wahlkreis 1 (Prusse-Orientale)
- Joachim Paltzo (1912–1944), Wahlkreis 1 (Prusse-Orientale), eingetreten am 9 février 1940 für Abg. Dr. Bethke, gefallen am 19 janvier 1944
- Franz von Papen (1879–1969), Reichswahlvorschlag
- Paul Papenbroock, Wahlkreis 12 (Thuringe)
- Fritz Paschold, Wahlkreis 12 (Thuringe)
- Franz Paul (1911–1985), Wahlkreis 34 (Hambourg), eingetreten am 5 août 1943 für Abg. Kohlmeyer
- Ernst Peikert, Wahlkreis 2 (Berlin West), eingetreten am 1 septembre 1944 für Abg. Graf zu Reventlow
- Hellmut Peitsch, Wahlkreis 30 (Chemnitz-Zwickau)
- Ernst Penner (1883–1940), Wahlkreis 1 (Prusse-Orientale), mort le 26 novembre 1940
- Carl Penzhorn, Wahlkreis 34 (Hambourg)
- Heinrich Peper, Wahlkreis 15 (Hanovre-Est)
- Friedrich Peppmüller, Wahlkreis 23 (Düsseldorf-Ouest)
- Ernst Peschka (1900–1970), Reichswahlvorschlag für die sudetendeutschen Gebiete, eingetreten nach der Ergänzungswahl am 4 décembre 1938
- Dr. Karl Peschke, Wahlkreis 7 (Breslau)
- Franz Peterseil, Land Autriche
- Arnold Petersen, Wahlkreis 34 (Hambourg)
- Hans Petersen (München) (1885–1963), Wahlkreis 16 (Südhannover–Braunschweig (Land)), eingetreten am 6 juin 1942 für Abg. Freiherr von Pfeffer
- Wilhelm Petzold, Wahlkreis 2 (Berlin West)
- Rudi Peuckert, Wahlkreis 12 (Thuringe)
- Dr. Alfred Pfaff, Wahlkreis 31 (Wurtemberg)
- Franz Freiherr von Pfeffer (1888–1968), Wahlkreis 16 (Südhannover–Braunschweig (Land)), Mandat am 27 novembre 1941 erloschen
- Karl Pflaumer, Wahlkreis 32 (Bade)
- Karl Pflomm (1888–1945), Wahlkreis 12 (Thuringe), mort le 15 février 1945
- Dr. Walter Pfrimer, Land Autriche
- Anton Pfrogner (1888–1961), Reichswahlvorschlag für die sudetendeutschen Gebiete, eingetreten nach der Ergänzungswahl am 4 décembre 1938
- Felix Piékarski, Wahlkreis 19 (Hesse-Nassau), eingetreten am 5 août 1943
- Franz Pillmayer (1897–1939), Wahlkreis 30 (Chemnitz-Zwickau), mort le 26 octobre 1939
- Michael Pirker, Land Autriche
- Anton Plankensteiner, Land Autriche
- Friedrich Plattner, Wahlkreis 32 (Bade)
- Eugen Plorin (1901–1943), Wahlkreis 12 (Thuringe), mort le 19 novembre 1943
- Victor von Podbielski (1892–1945), Wahlkreis 14 (Weser-Ems), eingetreten am 5 août 1942 für Abg. Röver
- Ludwig Pösl (1903–1945), Wahlkreis 26 (Franconie), mort le 12 avril 1945
- Oswald Pohl (1892–1951), Wahlkreis 22 (Düsseldorf-Est), eingetreten am 10 juillet 1942 für Abg. Heydrich, ausgeschieden am 31 mars 1943
- Eberhard Ponndorf, Wahlkreis 1 (Prusse-Orientale)
- Emil Popp (Frankfurt) (1897–1955), Wahlkreis 5 (Francfort-sur-l'Oder)
- Kuno Popp (Stettin) (1893–1973), Wahlkreis 6 (Poméranie)
- Dr. Tobias Portschy (1905–1996), Land Autriche
- Erich Post (1900–1945), Wahlkreis 1 (Prusse-Orientale), eingetreten am 12 mars 1941 für Abg. Penner
- Georg Poxleitner, Wahlkreis 28 (Dresden-Bautzen), eingetreten am 10 septembre 1938 für Abg. Burghardt (Dresden)
- Günther Prager (* 1911), Sudetenland, eingetreten am 22 janvier 1944 für Abg. Künzel (Reichenberg)
- Dr. Hubert Preibsch (1892–1959), Reichswahlvorschlag für die sudetendeutschen Gebiete, eingetreten nach der Ergänzungswahl am 4 décembre 1938
- Richard Preiß, Wahlkreis 9 (Oppeln)
- Fritz Preißler (1904–1945), Wahlkreis 30 (Chemnitz-Zwickau), gefallen am 22 avril 1945
- Alfred Preuß, Wahlkreis 1 (Prusse-Orientale)
- Auguste-Guillaume de Prusse (1887–1949), Wahlkreis 4 (Potsdam)
- Josef Prokop (1898–1945), Land Autriche, eingetreten am 18 juin 1941 für Abg. Kernmaier
- Alfred Proksch (1891–1981), Wahlkreis 8 (Liegnitz)
- Hans-Adolf Prützmann (1901–1945), Wahlkreis 34 (Hambourg)
- Johannes Puth, Wahlkreis 19 (Hesse-Nassau)

### Q
- Franz Quadflieg, Wahlkreis 18 (Westphalie-Sud)
- Eugen Graf von Quadt zu Wykradt und Isny (1887–1940), Wahlkreis 31 (Wurtemberg), mort le 19 octobre 1940

### R
- Paul Rabe, Wahlkreis 29 (Leipzig)
- Otto Raber, Land Autriche
- Dr. Horst Raecke (1906–1941), Wahlkreis 15 (Hanovre-Est), mort le 18 septembre 1941
- Ernst Rademacher (1903–1968), Memelland, eingetreten am 22 septembre 1941 für Abg. Dr. Bertuleit
- Dr. Friedrich Rainer (Salzburg) (1903–1947), Land Autriche
- Arthur Rakobrandt, Wahlkreis 34 (Hambourg)
- Franz Rappell, Land Autriche
- Rudolf Raschka (1907–1948), Reichswahlvorschlag für die sudetendeutschen Gebiete, eingetreten nach der Ergänzungswahl am 4 décembre 1938, Mandat am 18 septembre 1943 erloschen
- Georg Rau, Wahlkreis 13 (Schleswig-Holstein)
- Hanns Albin Rauter, (1895–1949), Land Autriche, eingetreten am 27 octobre 1938 für Abg. Krauß (Wien)
- Richard Reckewerth, Wahlkreis 11 (Mersebourg)
- Fritz Reckmann, Wahlkreis 21 (Coblence-Trèves)
- Otto Recknagel, Wahlkreis 12 (Thuringe)
- Wilhelm Redieß (1900–1945), Wahlkreis 1 (Prusse-Orientale), mort le 8. Mai 1945
- Johannes von Reibnitz (de) (1882–1939), Wahlkreis 7 (Breslau), mort le 25 juin 1939
- Willy Reichelt, Wahlkreis 28 (Dresden-Bautzen)
- Heinrich Reiner (Darmstadt), Wahlkreis 33 (Hesse)
- Wilhelm Reinhard (Spandau), Reichswahlvorschlag
- Fritz Reinhardt (Berlin) (1895–1969), Wahlkreis 24 (Oberbayern–Schwaben)
- Karl Reinhardt (Kittelsthal) (1905–1968), Wahlkreis 12 (Thuringe)
- Dr. Heinrich Reinhardt (Melsungen) (1894–1959), Wahlkreis 19 (Hesse-Nassau), eingetreten am 12 novembre 1942 für Abg. Schmidt (Kassel)
- Josef Alois Reinhart (Würzburg), Wahlkreis 26 (Franconie)
- Helmut Reinke, Wahlkreis 34 (Hambourg)
- Anton Reinthaller (1895–1958), Land Autriche
- Dr. Hermann Reischle (1898–1983), Wahlkreis 31 (Wurtemberg), eingetreten am 5 décembre 1940 für Abg. Graf von Quadt zu Wykradt und Isny
- Hermann Reisinger (* 1900), Land Autriche, eingetreten am 20 décembre 1941 für Abg. Hammetter
- Hans Reiter, Wahlkreis 28 (Dresden-Bautzen)
- Constantin Rembe (1868–1958), Wahlkreis 12 (Thuringe)
- Dr. Theodor von Renteln, Wahlkreis 4 (Potsdam)
- Walter Rentmeister, Land Autriche
- Hermann Reschny, Wahlkreis 20 (Cologne-Aix-la-Chapelle)
- Lothar Rettelsky (1895–1981), Nachname ab 1941: Rethel, Danzig-Westpreußen, eingetreten am 7 juillet 1940
- Ernst Graf zu Reventlow (1869–1943), Wahlkreis 2 (Berlin West), mort le 21 novembre 1943
- Hartwig von Rheden, Wahlkreis 16 (Südhannover–Braunschweig (Land))
- Joachim von Ribbentrop (1893–1946), Wahlkreis 4 (Potsdam)
- Hans Richter (Frankfurt), Wahlkreis 5 (Francfort-sur-l'Oder)
- Wolfgang Richter (Reichenberg) (1901–1958), Reichswahlvorschlag für die sudetendeutschen Gebiete, eingetreten nach der Ergänzungswahl am 4 décembre 1938, ausgeschieden am 31 mars 1943
- Franz Richter (Wien), Land Autriche
- Hans-Joachim Riecke, Wahlkreis 17 (Westphalie-Nord)
- Hermann Ried (* 1895), Wahlkreis 10 (Magdebourg), eingetreten am 22 février 1943 für Abg. Janowsky
- Ernst Riemenschneider (1900–1960), Wahlkreis 18 (Westphalie-Sud), ausgeschieden am 20 octobre 1943
- Josef Riggauer, Wahlkreis 24 (Oberbayern–Schwaben)
- Friedrich Ringshausen (1880–1941), Wahlkreis 33 (Hesse), mort le 17 février 1941
- Heinrich Ritter, (1891–1966), Wahlkreis 33 (Hesse)
- Paul Roden (* 1904), Schlesien, eingetreten am 9 avril 1943 für Abg. Schneider (Königshütte)
- Alfred Rodenbücher, Wahlkreis 23 (Düsseldorf-Ouest)
- Hermann Röhn, Wahlkreis 32 (Bade)
- Rudolf Röhrig, Wahlkreis 27 (Rheinpfalz–Saarland)
- Erwin Rösener, Wahlkreis 1 (Prusse-Orientale)
- Carl Röver (1889–1942), Wahlkreis 14 (Weser-Ems), mort le 15. Mai 1942
- Dr. Alfred Rosche (1884–1947), Reichswahlvorschlag für die sudetendeutschen Gebiete, eingetreten nach der Ergänzungswahl am 4 décembre 1938
- Alfred Rosenberg (1893–1946), Wahlkreis 33 (Hesse)
- Albert Roth (Liedolsheim) (1893–1952), Wahlkreis 32 (Bade)
- Dr. Reinhold Roth (Mannheim), Wahlkreis 32 (Bade)
- Robert Roth (Baden) (1891–1975), Wahlkreis 32 (Bade)
- Bernhard Ruberg (1897–1945), Wahlkreis 31 (Wurtemberg), mort le 12 avril 1945
- Ludwig Ruckdeschel (Bayreuth) (1907–1968), Wahlkreis 25 (Basse-Bavière)
- Willi Ruckdeschel (Potsdam), Wahlkreis 4 (Potsdam)
- Gerhard Rühle, (1905–1949), Wahlkreis 30 (Chemnitz-Zwickau)
- Dr. Walter Ruppin (1885–1945), Wahlkreis 3 (Berlin Ost), mort le 3. Mai 1945
- Bernhard Rust (1883–1945), Wahlkreis 16 (Südhannover–Braunschweig (Land)), mort le 8. Mai 1945

### S
- Gabriel Saal (1901–1966), Eupen-Malmedy, eingetreten am 23 juillet 1941 für Abg. Gierets
- Heinrich Salzmann (* 1891), Wahlkreis 30 (Chemnitz-Zwickau), eingetreten am 16. Mai 1939 für Abg. Kunz
- Dr. Ferdinand von Sammern-Frankenegg (1897–1944), Land Autriche, gefallen am 21 septembre 1944
- Anton Sandner (Asch) (1906–1942), Reichswahlvorschlag für die sudetendeutschen Gebiete, eingetreten nach der Ergänzungswahl am 4 décembre 1938, gefallen am 13 mars 1942
- Rudolf Sandner (Eger) (1905–1983), Reichswahlvorschlag für die sudetendeutschen Gebiete, eingetreten nach der Ergänzungswahl am 4 décembre 1938
- Fritz Sauckel (1894–1946), Wahlkreis 12 (Thuringe)
- Heinrich Sauer, Wahlkreis 6 (Poméranie)
- Hans Saupert, Wahlkreis 27 (Rheinpfalz–Saarland)
- Paul Schaaf, Wahlkreis 29 (Leipzig)
- Gerhard Schach, Wahlkreis 3 (Berlin Ost)
- Georg Schädler, Wahlkreis 24 (Oberbayern–Schwaben)
- Heinrich-Christian Schäfer-Hansen, Wahlkreis 7 (Breslau)
- Richard Schaller, Wahlkreis 20 (Cologne-Aix-la-Chapelle)
- Rudolf Schaper, Reichswahlvorschlag
- Karl Scharizer, Land Autriche
- Franz Schattenfroh, Land Autriche
- Anton Josef Schatz, Land Autriche
- Julius Schaub (1898–1967), Wahlkreis 24 (Oberbayern–Schwaben)
- Dr. Gustav Adolf Scheel (1907–1979), Wahlkreis 20 (Cologne-Aix-la-Chapelle)
- Erich Scheibner, Wahlkreis 5 (Francfort-sur-l'Oder)
- Wilhelm Schepmann (1894–1970), Wahlkreis 28 (Dresden-Bautzen)
- Hans Scheriau (1889–1939), Land Autriche, mort le 15 juin 1939
- Arno Schickedanz (1898–1945), Wahlkreis 34 (Hambourg), verstorben im April 1945
- Dr. Rudolf Schicketanz (Reichenberg) (1900–1947), Reichswahlvorschlag für die sudetendeutschen Gebiete, eingetreten nach der Ergänzungswahl am 4 décembre 1938, ausgeschieden am 31 mars 1943
- Hans Schiffmann, Wahlkreis 25 (Basse-Bavière)
- Dr. Karl Schilling (1889–1973), Wahlkreis 33 (Hesse), eingetreten am 2 avril 1941 für Abg. Ringshausen
- Baldur von Schirach (1907–1974), Wahlkreis 6 (Poméranie)
- August Schirmer (en) (1905–1948), Wahlkreis 6 (Poméranie)
- Rudolf Schittenhelm (1897–1945), Sudetenland, eingetreten am 4 octobre 1944 für Abg. Raschka
- Carl Ludwig Schleich (1899–1944), Wahlkreis 18 (Westphalie-Sud), gefallen am 6 juin 1944
- Franz Xaver Schlemmer, Wahlkreis 25 (Basse-Bavière)
- Fritz Schleßmann, Wahlkreis 18 (Westphalie-Sud)
- Dr. Karl Schlumprecht (1901–1970), Wahlkreis 26 (Franconie)
- Kurt Schmalz, (1906–1964), Wahlkreis 16 (Südhannover–Braunschweig (Land))
- Ernst-Heinrich Schmauser, Wahlkreis 26 (Franconie)
- Rudolf Schmeer, Wahlkreis 20 (Cologne-Aix-la-Chapelle)
- Willy Schmelcher, Wahlkreis 27 (Rheinpfalz–Saarland)
- Albrecht Schmelt (1899–1945), Wahlkreis 7 (Breslau), mort le 8. Mai 1945
- Adolf Schmid (Karlsruhe) (* 1905), Wahlkreis 32 (Bade), eingetreten am 12 décembre 1938 für Abg. Dr. Dr. Hackelsberger
- Franz Schmid (1877–1953), eingetreten im Juli 1939
- Hans Schmidhofer, Land Autriche
- Wilhelm Georg Schmidt (Berlin) (1900–1938), Wahlkreis 19 (Hesse-Nassau), mort le 29 août 1938
- Adolf Schmidt-Bodenstedt, Wahlkreis 16 (Südhannover–Braunschweig (Land))
- Paul Schmidt (Bottrop), Wahlkreis 17 (Westphalie-Nord)
- Fritz Schmidt (Kassel) (1899–1942), Wahlkreis 19 (Hesse-Nassau), mort le 2 juillet 1942
- Karl Georg Schmidt (Köln) (1904–1940), Wahlkreis 20 (Cologne-Aix-la-Chapelle), mort le 26 novembre 1940
- Fritz Schmidt (Münster) (1903–1943), Wahlkreis 17 (Westphalie-Nord), mort le 20 juin 1943
- Gustav Schmidt (Nauheim), Wahlkreis 33 (Hesse)
- Friedrich Schmidt (Stuttgart), Wahlkreis 31 (Wurtemberg)
- Otto Schmidtke (* 1902), Wahlkreis 1 (Prusse-Orientale), eingetreten am 23 janvier 1942 für Abg. Wehner
- Walter Schmitt (Berlin) (1879–1945), Wahlkreis 30 (Chemnitz-Zwickau), eingetreten am 8. Mai 1943 für Abg. Eicke
- Ernst Schmitt (Staudernheim), Wahlkreis 21 (Coblence-Trèves)
- Peter Schmitt (Trier), Wahlkreis 21 (Coblence-Trèves)
- Dr. Hermann Schmitz (1881–1960), Reichswahlvorschlag, Gast der NSDAP-Fraktion
- Karl Schmückle, Wahlkreis 12 (Thuringe)
- Dr. Heinrich Schnee (1871–1949), Wahlkreis 6 (Poméranie)
- Hermann Schneider (Eckersdorf), Wahlkreis 7 (Breslau)
- Wilhelm Schneider (Königshütte) (1906–1943), Schlesien, eingetreten am 8 octobre 1940, gefallen am 30 janvier 1943
- Ludwig Schneider (Munich) (1902–1944), Wahlkreis 20 (Cologne-Aix-la-Chapelle), gefallen am 15 octobre 1944
- Heinrich Schoene (1889–1945), Wahlkreis 1 (Prusse-Orientale), mort le 9 avril 1945
- Josef Schönwälder, Wahlkreis 7 (Breslau)
- Karl Scholze (* 1902), Wahlkreis 5 (Francfort-sur-l'Oder)
- Max Schoppe (* 1902), Wahlkreis 34 (Hambourg), eingetreten am 18 septembre 1944 für Abg. Henningsen
- Robert Schormann, Wahlkreis 2 (Berlin West)
- Alexander Schrader (* 1887), Wahlkreis 10 (Magdebourg)
- Erwin Schramm (District de Breslau|Breslau), Wahlkreis 9 (Oppeln)
- Ferdinand Schramm (Halstenbek), Wahlkreis 13 (Schleswig-Holstein)
- Otto Schramme (1898–1941), Wahlkreis 17 (Westphalie-Nord), gefallen am 25. Mai 1941
- Walther Schröder (de) (Lübeck), Wahlkreis 13 (Schleswig-Holstein)
- Wilhelm Schroeder (Hambourg) (1898–1943), Wahlkreis 34 (Hambourg), gefallen am 8 juillet 1943
- Hermann Schroer, Wahlkreis 22 (Düsseldorf-Est)
- Leo Schubert (Glatz), Reichswahlvorschlag
- Franz Schubert (Saarlautern) (1905–1992), Wahlkreis 27 (Rheinpfalz–Saarland)
- Fritz Schuberth (Franken), Wahlkreis 26 (Franconie)
- Albert Schüle, Wahlkreis 31 (Wurtemberg)
- Erich Schüler, Wahlkreis 3 (Berlin Ost)
- Ferdinand Schürmann (1896–1966), Wahlkreis 17 (Westphalie-Nord)
- Siegfried Schug, Wahlkreis 6 (Poméranie)
- Walter Schuhmann (Berlin), Wahlkreis 2 (Berlin West)
- Friedrich von der Schulenburg (1865–1939), Wahlkreis 35 (Mecklembourg), mort le 19. Mai 1939
- Emil Schultz (Essen), Wahlkreis 23 (Düsseldorf-Ouest)
- Karl Schultz (Spandau), Wahlkreis 4 (Potsdam)
- Walter Schultze (Munich) (1894–1979), Reichswahlvorschlag
- Paul Schultze-Naumburg (1869–1949), Wahlkreis 11 (Mersebourg)
- Robert Schulz (Province de Poméranie (1815-1945)|Poméranie), Wahlkreis 6 (Poméranie)
- Friedrich Schulz (Stuttgart), Wahlkreis 31 (Wurtemberg)
- Ewald Schulz (Westpreußen) (* 1896), Danzig-Westpreußen, eingetreten am 8 octobre 1940
- Wilhelm Schumann (Elberfeld), Wahlkreis 22 (Düsseldorf-Est)
- Adolf Schuppel, Wahlkreis 32 (Bade)
- Karl Adolf Schwabe (1909–1990), Wahlkreis 22 (Düsseldorf-Est), eingetreten am 22 avril 1944 für Abg. Feick
- Martin Schwaebe (1911–1985), Wahlkreis 20 (Cologne-Aix-la-Chapelle), eingetreten am 5 août 1943 für Abg. Volm
- Werner Schwarz (Berlin) (1902–1942), Wahlkreis 19 (Hesse-Nassau), mort le 10. Mai 1942
- Ernst Schwarz (Düsseldorf) (1904–1941), Wahlkreis 22 (Düsseldorf-Est), gefallen am 5 avril 1941
- Wilhelm Schwarz (Memmingen), Wahlkreis 24 (Oberbayern–Schwaben)
- Franz Xaver Schwarz (Munch) (1875–1947), Wahlkreis 24 (Oberbayern–Schwaben)
- Otto Schwebel (1903–1976), Wahlkreis 19 (Hesse-Nassau), eingetreten am 10 novembre 1939 für Abg. Dr. Lommel
- Franz Schwede-Coburg (1888–1960), Wahlkreis 6 (Poméranie)
- Johannes Schweter, Wahlkreis 9 (Oppeln)
- Wilhelm Schwinn, Wahlkreis 33 (Hesse)
- Fritz Schwitzgebel, Wahlkreis 27 (Rheinpfalz–Saarland)
- Karl Seemann (1886–1943), Wahlkreis 35 (Mecklembourg), mort le 18 janvier 1943
- Hans Seibold, Wahlkreis 31 (Wurtemberg)
- Martin Seidel (Hessen) (* 1898), Wahlkreis 33 (Hesse)
- Walther Seidler (1897–1951), Wahlkreis 19 (Hesse-Nassau)
- Alfred Seidler (Stettin) (* 1901), WK 6 (Poméranie), eingetreten am 28 janvier 1943 für Abg. von Corswant
- Hans Seifert, Wahlkreis 29 (Leipzig)
- Wilhelm Seipel (1903-1967), Wahlkreis 33 (Hesse)
- Franz Seldte (1882–1947), Reichswahlvorschlag
- Nikolaus Selzner (1899–1944), Wahlkreis 27 (Rheinpfalz–Saarland), mort le 21 juin 1944
- Joseph Seydel (Köln) (1887–1945), Wahlkreis 16 (Südhannover–Braunschweig (Land)), mort le 10 avril 1945
- Dr. Arthur Seyß-Inquart (1892–1946), Land Autriche
- Karl Sieber, Wahlkreis 29 (Leipzig)
- Ludwig Siebert (1874–1942), Wahlkreis 24 (Oberbayern–Schwaben), mort le 1 novembre 1942
- Raimund Siegl (Iglau) (1906–1945), am 25 avril 1939 als Abgeordneter für die Deutschen im Protektorat Böhmen und Mähren in den Reichstag entsandt
- Wilhelm Sieh, Wahlkreis 13 (Schleswig-Holstein)
- Heinrich Siekmeier, Wahlkreis 12 (Thuringe)
- Gustav Simon (Koblenz) (1900–1945), Wahlkreis 21 (Coblence-Trèves)
- Karl Simon (Mersebourg), Wahlkreis 11 (Mersebourg)
- Heinrich Simon (Munich), Wahlkreis 22 (Düsseldorf-Est)
- Paul Simon (Stettin), Wahlkreis 6 (Poméranie)
- Paul Skoda, Wahlkreis 3 (Berlin Ost)
- Heinrich Soest, Wahlkreis 16 (Südhannover–Braunschweig (Land))
- Max Solbrig (1889–1959), Wahlkreis 19 (Hesse-Nassau), eingetreten am 10 septembre 1938 für Abg. Schmidt (Berlin)
- Dr Hans-Eugen Sommer (* 1901), Wahlkreis 35 (Mecklembourg), eingetreten am 1 avril 1943 für Abg. Montag
- Heinz Späing, Wahlkreis 12 (Thuringe)
- Dr Martin Spahn (1875–1945), Reichswahlvorschlag
- Heinz Spangemacher (1885–1958), Wahlkreis 16 (Südhannover–Braunschweig (Land))
- Alfred Spangenberg, Wahlkreis 2 (Berlin West)
- Albert Speer (1905–1981), Wahlkreis 2 (Berlin West), eingetreten am 25 août 1941 für Abg. Kriebel
- Ernst Speidel (* 1879), Prusse-Orientale, eingetreten am 7 juillet 1940
- Georg Sperber (1897–1943), Wahlkreis 26 (Franconie), Mandat am 23 avril 1941 erloschen
- Erich Spickschen, Wahlkreis 1 (Prusse-Orientale)
- Jakob Sporrenberg (1902–1952), Wahlkreis 1 (Prusse-Orientale)
- Jakob Sprenger (1884–1945), Wahlkreis 19 (Hesse-Nassau), mort le 7. Mai 1945
- Dr. Fritz Springorum (1886–1942), Wahlkreis 17 (Westphalie-Nord), mort le 16 avril 1942
- Dr. Heinrich Ritter von Srbik, Land Autriche
- Theo Albert Stadler, Land Autriche
- Dr. Josef Ständer (1894–1976), Wahlkreis 14 (Weser-Ems)
- Kurt Stahl (* 1901), Wahlkreis 14 (Weser-Ems), eingetreten am 20 octobre 1942 für Abg. Meister
- Dr. Walter Stang, Wahlkreis 3 (Berlin Ost)
- Peter Stangier, Wahlkreis 17 (Westphalie-Nord)
- Franz Schenk Freiherr von Stauffenberg (1878–1950), Wahlkreis 31 (Wurtemberg), Gast der NSDAP-Fraktion, ausgeschieden am 7 février 1945
- Emil von Stauß (1877–1942), Wahlkreis 35 (Mecklembourg), Gast der NSDAP-Fraktion, mort le 11 décembre 1942
- Hartmut Stegemann (* 1908), Wahlkreis 5 (Francfort-sur-l'Oder)
- Vinzenz Stehle, Wahlkreis 31 (Wurtemberg)
- Ernst Stein, Wahlkreis 18 (Westphalie-Sud)
- Walter Steinecke, Wahlkreis 17 (Westphalie-Nord)
- Dr. Helmut Stellrecht, (1898–1987),Wahlkreis 4 (Potsdam)
- Franz Stiebitz (1900–1945), Reichswahlvorschlag für die sudetendeutschen Gebiete, eingetreten nach der Ergänzungswahl am 4 décembre 1938
- Werner Stiehr, Wahlkreis 13 (Schleswig-Holstein)
- Willi Stöhr (Frankfurt), (* 1903), Wahlkreis 19 (Hesse-Nassau)
- Franz Stöhr (Schneidemühl) (1879–1938), Wahlkreis 11 (Mersebourg), mort le 13 novembre 1938
- Fritz Stollberg, Wahlkreis 29 (Leipzig)
- Fritz Stolz (* 1889), Prusse-Orientale, eingetreten am 7 juillet 1940
- Heinrich Strang (Sachsen) (* 1896), Wahlkreis 30 (Chemnitz-Zwickau), Mandat am 28 août 1944 erloschen
- Karl Straßmayr, Land Autriche
- Alfred Straßweg, Wahlkreis 22 (Düsseldorf-Est)
- Christian Straubinger, Land Autriche
- Julius Streicher (1885–1946), Wahlkreis 26 (Franconie)
- Carl Strobel (* 1895), Wahlkreis 30 (Chemnitz-Zwickau), eingetreten am 20 octobre 1942 für Abg. Weisflog
- Hans Strube (1910–1945), Wahlkreis 18 (Westphalie-Sud), eingetreten am 5 août 1943 für Abg. Meinberg, mort le 1. Mai 1945
- Wilhelm Struve, Wahlkreis 13 (Schleswig-Holstein)
- Werner Studentkowski, (1905–1951), Wahlkreis 29 (Leipzig)
- Emil Stürtz, (1892–1945), Wahlkreis 5 (Francfort-sur-l'Oder)
- Dr. Richard Suchenwirth (1896–1965), Land Autriche, eingetreten am 21 janvier 1939 für Abg. Kalcher
- Helmut Sündermann (1911–1972), Wahlkreis 25 (Basse-Bavière), eingetreten am 26 février 1942 für Abg. Hofmann (Munich)
- Erich Sundermann, Wahlkreis 31 (Wurtemberg)
- Heinrich von Sybel, Wahlkreis 13 (Schleswig-Holstein)

### T
- Dr. Heinrich Teipel (1885–1945), Wahlkreis 18 (Westphalie-Sud), mort le 11 avril 1945
- Otto Telschow (1876–1945), Wahlkreis 15 (Hanovre-Est)
- Josef Terboven (1898–1945), Wahlkreis 23 (Düsseldorf-Ouest)
- Georg Tesche, Wahlkreis 11 (Mersebourg)
- Franz Theissenberger, Land Autriche
- Kurt Thiele (Bremen), Wahlkreis 14 (Weser-Ems)
- Wilhelm Thiele (Hessen) (1897–1989), Wahlkreis 19 (Hesse-Nassau)
- Fritz Thyssen (1873–1951), Wahlkreis 22 (Düsseldorf-Est), Mandat am 1 décembre 1939 erloschen
- Fritz Tiebel, Wahlkreis 11 (Mersebourg)
- Fritz Tittmann (1898–1945), Wahlkreis 4 (Potsdam), gefallen am 25 avril 1945
- Georg Traeg, Wahlkreis 24 (Oberbayern–Schwaben)
- Rudolf Trautmann (1908–1944), Wahlkreis 10 (Magdebourg), eingetreten am 13 juin 1943 für Abg. Granzow, gefallen am 18 juillet 1944
- Friedrich Triebel, Wahlkreis 12 (Thuringe)
- Wilhelm Trippler (1897–1964), Wahlkreis 10 (Magdebourg)
- Oskar Trübenbach (* 1900), Wahlkreis 12 (Thuringe)
- Hans von Tschammer und Osten (1887–1943), Wahlkreis 10 (Magdebourg), mort le 25 mars 1943
- Richard Türk (1903–1984), Wahlkreis 7 (Breslau)

### U
- Alwin Uber, Wahlkreis 8 (Liegnitz)
- Friedrich Uebelhoer, Wahlkreis 11 (Mersebourg)
- Ludwig Uhl (* 1902), Land Autriche, eingetreten am 15 octobre 1941 für Abg. Hiedler
- Ulrich Uhle (1897–1945), Wartheland, eingetreten am 7 juillet 1940, gefallen am 28 avril 1945
- Dr. Sigfried Uiberreither (* 1908), Land Autriche
- Adalbert Ullmer, Wahlkreis 32 (Bade)
- Curt von Ulrich (1876–1946), Wahlkreis 10 (Magdebourg)
- Hans Ummen, Wahlkreis 17 (Westphalie-Nord)
- Heinrich Unger (Essen) (1868–1939), Wahlkreis 23 (Düsseldorf-Ouest), mort le 16 avril 1939
- Walter Unger (Schwerin), Wahlkreis 35 (Mecklembourg)
- Paul Unterstab (1895–1944), Wahlkreis 28 (Dresden-Bautzen), mort le 25 août 1944
- Gotthard Urban (1905–1941), Wahlkreis 22 (Düsseldorf-Est), gefallen am 27 juillet 1941
- Albert Urmes (* 1910), Wahlkreis 21 (Coblence-Trèves), eingetreten am 29 septembre 1941 für Abg. Claussen
- Felix Urstöger (1910–1941), Land Autriche, gefallen am 15 décembre 1941
- Dr. Georg Usadel (1900–1941), Wahlkreis 1 (Prusse-Orientale), gefallen am 4 août 1941
- Georg Utz (1901–1939), Wahlkreis 31 (Wurtemberg), mort le 21 février 1939

### V
- Heinrich Vetter (Hagen), Wahlkreis 18 (Westphalie-Sud)
- Karl Vetter (Wanfried), Wahlkreis 19 (Hesse-Nassau)
- Fritz Vielstich, Wahlkreis 19 (Hesse-Nassau)
- Dr. Karl Viererbl (1903–1945), Reichswahlvorschlag für die sudetendeutschen Gebiete, eingetreten nach der Ergänzungswahl am 4 décembre 1938
- Dr. Albert Vögler (1877–1945), Wahlkreis 18 (Westphalie-Sud), Gast der NSDAP-Fraktion, mort le 13 avril 1945
- Hans Vogel (1887–1955), Wahlkreis 17 (Westphalie-Nord)
- Werner Vogelsang, (1895–1945), Wahlkreis 29 (Leipzig)
- Anton Vogt, Wahlkreis 31 (Wurtemberg)
- Paul Vollrath (1899–1965), Wahlkreis 12 (Thuringe), eingetreten am 30 juillet 1940 für Abg. Eckart
- Konrad Volm (1897–1958), Wahlkreis 20 (Cologne-Aix-la-Chapelle), ausgeschieden am 22. Mai 1943
- Carl Voß, Wahlkreis 14 (Weser-Ems)

### W
- Dr. Otto Wacker (1899–1940), Wahlkreis 32 (Bade), mort le 14 février 1940
- Werner Wächter, Wahlkreis 3 (Berlin Ost)
- Fritz Wächtler (1891–1945), Wahlkreis 25 (Basse-Bavière), mort le 19 avril 1945
- Richard Wagenbauer (1896–1942), Wahlkreis 26 (Franconie), mort le 20 octobre 1942
- Georg Wagener (Hannover), Wahlkreis 16 (Südhannover–Braunschweig (Land))
- Robert Wagner (Baden) (1895–1946), Wahlkreis 32 (Bade)
- Adolf Wagner (Bayern) (1890–1944), Wahlkreis 24 (Oberbayern–Schwaben), mort le 12 avril 1944
- Josef Wagner (Bochum) (1899–1945), Wahlkreis 18 (Westphalie-Sud)
- Dr. Richard Wagner (Darmstadt), Wahlkreis 33 (Hesse)
- Gerhard Wagner (Munich) (1888–1939), Wahlkreis 3 (Berlin Ost), mort le 25 mars 1939
- Karl Wahl, (1892–1981), Wahlkreis 24 (Oberbayern–Schwaben)
- Josias zu Waldeck und Pyrmont (1896–1967), Wahlkreis 23 (Düsseldorf-Ouest)
- Heinrich Walkenhorst (1906–1972), Reichswahlvorschlag, eingetreten am 8 novembre 1943 für Abg. Kube
- Hellmut Walter (Dresde), Wahlkreis 28 (Dresden-Bautzen)
- Karl Walter (Düsseldorf), Wahlkreis 22 (Düsseldorf-Est)
- Georg von Walthausen (1895–1978), Wahlkreis 1 (Prusse-Orientale), ausgeschieden am 30 septembre 1938
- Alexander Freiherr von Wangenheim, Wahlkreis 2 (Berlin West)
- Christian Weber (Munich) (1883–1945), Wahlkreis 28 (Dresden-Bautzen)
- Julius Weber (Neunkirchen) (1904–1942), Wahlkreis 27 (Rheinpfalz–Saarland), gefallen am 15 janvier 1942
- Adolf Wedderwille, Wahlkreis 17 (Westphalie-Nord)
- Kurt Wege, Wahlkreis 3 (Berlin Ost)
- Paul Wegener, Wahlkreis 4 (Potsdam)
- Fritz Wehmeier (1897–1945), Wahlkreis 14 (Weser-Ems), verstorben im April 1945
- Nikolaus Wehner (1901–1942), Wahlkreis 1 (Prusse-Orientale), gefallen am 19 juillet 1942
- Hans Weinreich (1896–1963), Wahlkreis 11 (Mersebourg), Mandat am 1 juin 1944 erloschen
- Karl Weinrich (1887–1973), Wahlkreis 19 (Hesse-Nassau)
- Martin Weis (Großenhain) (1907–1970), Wahlkreis 30 (Chemnitz-Zwickau)
- Kurt Weisflog (1906–1942), Wahlkreis 30 (Chemnitz-Zwickau), gefallen am 7 juillet 1942
- Rudolf Weiss (Berlin), Wahlkreis 6 (Poméranie)
- Wilhelm Weiß (Munich) (1892–1950), Wahlkreis 2 (Berlin West)
- Fritz Weitzel (1904–1940), Wahlkreis 22 (Düsseldorf-Est), mort le 19 juin 1940
- Wilhelm Welter (1898–1966), Wahlkreis 27 (Rheinpfalz–Saarland)
- Martin Wendt, Wahlkreis 4 (Potsdam)
- Rudolf Wenzel (Reichenberg) (* 1904), Reichswahlvorschlag für die sudetendeutschen Gebiete, eingetreten nach der Ergänzungswahl am 4 décembre 1938
- Karl Wenzl (Munich) (1903–1942), Wahlkreis 24 (Oberbayern–Schwaben), mort le 27. Mai 1942
- Eugen Werkowitsch, Land Autriche
- Wilhelm Werner, Wahlkreis 9 (Oppeln)
- Hans Westen (Budweis) (1891–1947), am 25 avril 1939 als Abgeordneter für die Deutschen im Protektorat Böhmen und Mähren in den Reichstag entsandt
- Ernst Wettengel (* 1903), Wahlkreis 28 (Dresden-Bautzen)
- Wilhelm Wettschureck (* 1898), Wahlkreis 24 (Oberbayern–Schwaben), eingetreten am 9 août 1940 für Abg. Nippold
- Otto Wetzel (1905–1982), Wahlkreis 32 (Bade)
- Curt Wiebel (* 1895), Wahlkreis 15 (Hanovre-Est)
- Fritz Wiedemann (1891–1970), Wahlkreis 3 (Berlin Ost)
- Heinrich Wiese, Wahlkreis 13 (Schleswig-Holstein)
- Rudolf Ernst Wiesner (1890–1973), Schlesien, eingetreten am 7 juillet 1940
- Wilhelm Wigand, Wahlkreis 5 (Francfort-sur-l'Oder)
- Alfred Wilke (* 1902), Wahlkreis 35 (Mecklembourg), eingetreten am 31. Mai 1939 für Abg. Graf von der Schulenburg
- Otto Wilkens, (1907–1999), Wahlkreis 16 (Südhannover–Braunschweig (Land)), Mitglied des Reichstags seit 1933 (9. Wahlperiode)
- Werner Willikens, (1893–1961), Wahlkreis 16 (Südhannover–Braunschweig (Land))
- Dr. Toni Winkelnkemper, Wahlkreis 20 (Cologne-Aix-la-Chapelle)
- Ludwig Winter, Wahlkreis 16 (Südhannover–Braunschweig (Land))
- Anton Wintersteiger, Land Autriche
- Paul Wipper, Wahlkreis 21 (Coblence-Trèves)
- Max Wockatz, Wahlkreis 8 (Liegnitz)
- Heinz Wohlleben, Wahlkreis 4 (Potsdam)
- Karl Wolff (Hessen) (1900–1984), Wahlkreis 33 (Hesse)
- Ludwig Wolff (Litzmannstadt) (1908–1988), Wartheland, eingetreten am 7 juillet 1940
- Hans Wolkersdörfer, Wahlkreis 11 (Mersebourg)
- Karl Wollenberg, Wahlkreis 3 (Berlin Ost)
- Georg Wollner (1903–1948), Reichswahlvorschlag für die sudetendeutschen Gebiete, eingetreten nach der Ergänzungswahl am 4 décembre 1938
- Franz Hermann Woweries (1908–1948), Wahlkreis 19 (Hesse-Nassau)
- Udo von Woyrsch (1895–1983), Wahlkreis 7 (Breslau)
- Martin Wülfing (de), Wahlkreis 3 (Berlin Ost)
- Joachim Wünning (1898–1944), Wahlkreis 11 (Mersebourg), gefallen am 22 septembre 1944
- Philipp Wurzbacher (1898–1984), Wahlkreis 26 (Franconie)
- Lucian Wysocki (1899–1964), Wahlkreis 23 (Düsseldorf-Ouest)

### Z
- Lorenz Zahneisen, Wahlkreis 26 (Franconie)
- Hermann Zapf, Wahlkreis 15 (Hanovre-Est)
- Karl Zech (1892–1944), Wahlkreis 23 (Düsseldorf-Ouest), Mandat am 11 mars 1944 erloschen
- Carl Zenner (1899–1969), Wahlkreis 21 (Coblence-Trèves)
- Willy Ziegler (1899–1942), Wahlkreis 32 (Bade), gefallen am 19 janvier 1942
- Hans Zimmermann (1906–1984), Wahlkreis 26 (Franconie), eingetreten am 7 juillet 1940 für Abg. Forster
- Dr Otto Zimmermann (1897–1973), Wahlkreis 29 (Leipzig), eingetreten am 11 septembre 1941 für Abg. Groine
- Oskar Zschake-Papsdorf, Wahlkreis 29 (Leipzig)

### Sources
- (de) Cet article est partiellement ou en totalité issu de l’article de Wikipédia en allemand intitulé « Liste der Reichstagsabgeordneten im Nationalsozialismus (4. Wahlperiode) » (voir la liste des auteurs).